# Abertura Giuoco Piano
|   | a | b | c | d | e | f | g | h |   |
| 8 | a8 preto torre · c8 preto bispo · d8 preto rainha · e8 preto rei · g8 preto cavalo · h8 preto torre · a7 preto peão · b7 preto peão · c7 preto peão · d7 preto peão · f7 preto peão · g7 preto peão · h7 preto peão · c6 preto cavalo · c5 preto bispo · e5 preto peão · c4 branco bispo · e4 branco peão · f3 branco cavalo · a2 branco peão · b2 branco peão · c2 branco peão · d2 branco peão · f2 branco peão · g2 branco peão · h2 branco peão · a1 branco torre · b1 branco cavalo · c1 branco bispo · d1 branco rainha · e1 branco rei · h1 branco torre | a8 preto torre · c8 preto bispo · d8 preto rainha · e8 preto rei · g8 preto cavalo · h8 preto torre · a7 preto peão · b7 preto peão · c7 preto peão · d7 preto peão · f7 preto peão · g7 preto peão · h7 preto peão · c6 preto cavalo · c5 preto bispo · e5 preto peão · c4 branco bispo · e4 branco peão · f3 branco cavalo · a2 branco peão · b2 branco peão · c2 branco peão · d2 branco peão · f2 branco peão · g2 branco peão · h2 branco peão · a1 branco torre · b1 branco cavalo · c1 branco bispo · d1 branco rainha · e1 branco rei · h1 branco torre | a8 preto torre · c8 preto bispo · d8 preto rainha · e8 preto rei · g8 preto cavalo · h8 preto torre · a7 preto peão · b7 preto peão · c7 preto peão · d7 preto peão · f7 preto peão · g7 preto peão · h7 preto peão · c6 preto cavalo · c5 preto bispo · e5 preto peão · c4 branco bispo · e4 branco peão · f3 branco cavalo · a2 branco peão · b2 branco peão · c2 branco peão · d2 branco peão · f2 branco peão · g2 branco peão · h2 branco peão · a1 branco torre · b1 branco cavalo · c1 branco bispo · d1 branco rainha · e1 branco rei · h1 branco torre | a8 preto torre · c8 preto bispo · d8 preto rainha · e8 preto rei · g8 preto cavalo · h8 preto torre · a7 preto peão · b7 preto peão · c7 preto peão · d7 preto peão · f7 preto peão · g7 preto peão · h7 preto peão · c6 preto cavalo · c5 preto bispo · e5 preto peão · c4 branco bispo · e4 branco peão · f3 branco cavalo · a2 branco peão · b2 branco peão · c2 branco peão · d2 branco peão · f2 branco peão · g2 branco peão · h2 branco peão · a1 branco torre · b1 branco cavalo · c1 branco bispo · d1 branco rainha · e1 branco rei · h1 branco torre | a8 preto torre · c8 preto bispo · d8 preto rainha · e8 preto rei · g8 preto cavalo · h8 preto torre · a7 preto peão · b7 preto peão · c7 preto peão · d7 preto peão · f7 preto peão · g7 preto peão · h7 preto peão · c6 preto cavalo · c5 preto bispo · e5 preto peão · c4 branco bispo · e4 branco peão · f3 branco cavalo · a2 branco peão · b2 branco peão · c2 branco peão · d2 branco peão · f2 branco peão · g2 branco peão · h2 branco peão · a1 branco torre · b1 branco cavalo · c1 branco bispo · d1 branco rainha · e1 branco rei · h1 branco torre | a8 preto torre · c8 preto bispo · d8 preto rainha · e8 preto rei · g8 preto cavalo · h8 preto torre · a7 preto peão · b7 preto peão · c7 preto peão · d7 preto peão · f7 preto peão · g7 preto peão · h7 preto peão · c6 preto cavalo · c5 preto bispo · e5 preto peão · c4 branco bispo · e4 branco peão · f3 branco cavalo · a2 branco peão · b2 branco peão · c2 branco peão · d2 branco peão · f2 branco peão · g2 branco peão · h2 branco peão · a1 branco torre · b1 branco cavalo · c1 branco bispo · d1 branco rainha · e1 branco rei · h1 branco torre | a8 preto torre · c8 preto bispo · d8 preto rainha · e8 preto rei · g8 preto cavalo · h8 preto torre · a7 preto peão · b7 preto peão · c7 preto peão · d7 preto peão · f7 preto peão · g7 preto peão · h7 preto peão · c6 preto cavalo · c5 preto bispo · e5 preto peão · c4 branco bispo · e4 branco peão · f3 branco cavalo · a2 branco peão · b2 branco peão · c2 branco peão · d2 branco peão · f2 branco peão · g2 branco peão · h2 branco peão · a1 branco torre · b1 branco cavalo · c1 branco bispo · d1 branco rainha · e1 branco rei · h1 branco torre | a8 preto torre · c8 preto bispo · d8 preto rainha · e8 preto rei · g8 preto cavalo · h8 preto torre · a7 preto peão · b7 preto peão · c7 preto peão · d7 preto peão · f7 preto peão · g7 preto peão · h7 preto peão · c6 preto cavalo · c5 preto bispo · e5 preto peão · c4 branco bispo · e4 branco peão · f3 branco cavalo · a2 branco peão · b2 branco peão · c2 branco peão · d2 branco peão · f2 branco peão · g2 branco peão · h2 branco peão · a1 branco torre · b1 branco cavalo · c1 branco bispo · d1 branco rainha · e1 branco rei · h1 branco torre | 8 |
| 7 | a8 preto torre · c8 preto bispo · d8 preto rainha · e8 preto rei · g8 preto cavalo · h8 preto torre · a7 preto peão · b7 preto peão · c7 preto peão · d7 preto peão · f7 preto peão · g7 preto peão · h7 preto peão · c6 preto cavalo · c5 preto bispo · e5 preto peão · c4 branco bispo · e4 branco peão · f3 branco cavalo · a2 branco peão · b2 branco peão · c2 branco peão · d2 branco peão · f2 branco peão · g2 branco peão · h2 branco peão · a1 branco torre · b1 branco cavalo · c1 branco bispo · d1 branco rainha · e1 branco rei · h1 branco torre | a8 preto torre · c8 preto bispo · d8 preto rainha · e8 preto rei · g8 preto cavalo · h8 preto torre · a7 preto peão · b7 preto peão · c7 preto peão · d7 preto peão · f7 preto peão · g7 preto peão · h7 preto peão · c6 preto cavalo · c5 preto bispo · e5 preto peão · c4 branco bispo · e4 branco peão · f3 branco cavalo · a2 branco peão · b2 branco peão · c2 branco peão · d2 branco peão · f2 branco peão · g2 branco peão · h2 branco peão · a1 branco torre · b1 branco cavalo · c1 branco bispo · d1 branco rainha · e1 branco rei · h1 branco torre | a8 preto torre · c8 preto bispo · d8 preto rainha · e8 preto rei · g8 preto cavalo · h8 preto torre · a7 preto peão · b7 preto peão · c7 preto peão · d7 preto peão · f7 preto peão · g7 preto peão · h7 preto peão · c6 preto cavalo · c5 preto bispo · e5 preto peão · c4 branco bispo · e4 branco peão · f3 branco cavalo · a2 branco peão · b2 branco peão · c2 branco peão · d2 branco peão · f2 branco peão · g2 branco peão · h2 branco peão · a1 branco torre · b1 branco cavalo · c1 branco bispo · d1 branco rainha · e1 branco rei · h1 branco torre | a8 preto torre · c8 preto bispo · d8 preto rainha · e8 preto rei · g8 preto cavalo · h8 preto torre · a7 preto peão · b7 preto peão · c7 preto peão · d7 preto peão · f7 preto peão · g7 preto peão · h7 preto peão · c6 preto cavalo · c5 preto bispo · e5 preto peão · c4 branco bispo · e4 branco peão · f3 branco cavalo · a2 branco peão · b2 branco peão · c2 branco peão · d2 branco peão · f2 branco peão · g2 branco peão · h2 branco peão · a1 branco torre · b1 branco cavalo · c1 branco bispo · d1 branco rainha · e1 branco rei · h1 branco torre | a8 preto torre · c8 preto bispo · d8 preto rainha · e8 preto rei · g8 preto cavalo · h8 preto torre · a7 preto peão · b7 preto peão · c7 preto peão · d7 preto peão · f7 preto peão · g7 preto peão · h7 preto peão · c6 preto cavalo · c5 preto bispo · e5 preto peão · c4 branco bispo · e4 branco peão · f3 branco cavalo · a2 branco peão · b2 branco peão · c2 branco peão · d2 branco peão · f2 branco peão · g2 branco peão · h2 branco peão · a1 branco torre · b1 branco cavalo · c1 branco bispo · d1 branco rainha · e1 branco rei · h1 branco torre | a8 preto torre · c8 preto bispo · d8 preto rainha · e8 preto rei · g8 preto cavalo · h8 preto torre · a7 preto peão · b7 preto peão · c7 preto peão · d7 preto peão · f7 preto peão · g7 preto peão · h7 preto peão · c6 preto cavalo · c5 preto bispo · e5 preto peão · c4 branco bispo · e4 branco peão · f3 branco cavalo · a2 branco peão · b2 branco peão · c2 branco peão · d2 branco peão · f2 branco peão · g2 branco peão · h2 branco peão · a1 branco torre · b1 branco cavalo · c1 branco bispo · d1 branco rainha · e1 branco rei · h1 branco torre | a8 preto torre · c8 preto bispo · d8 preto rainha · e8 preto rei · g8 preto cavalo · h8 preto torre · a7 preto peão · b7 preto peão · c7 preto peão · d7 preto peão · f7 preto peão · g7 preto peão · h7 preto peão · c6 preto cavalo · c5 preto bispo · e5 preto peão · c4 branco bispo · e4 branco peão · f3 branco cavalo · a2 branco peão · b2 branco peão · c2 branco peão · d2 branco peão · f2 branco peão · g2 branco peão · h2 branco peão · a1 branco torre · b1 branco cavalo · c1 branco bispo · d1 branco rainha · e1 branco rei · h1 branco torre | a8 preto torre · c8 preto bispo · d8 preto rainha · e8 preto rei · g8 preto cavalo · h8 preto torre · a7 preto peão · b7 preto peão · c7 preto peão · d7 preto peão · f7 preto peão · g7 preto peão · h7 preto peão · c6 preto cavalo · c5 preto bispo · e5 preto peão · c4 branco bispo · e4 branco peão · f3 branco cavalo · a2 branco peão · b2 branco peão · c2 branco peão · d2 branco peão · f2 branco peão · g2 branco peão · h2 branco peão · a1 branco torre · b1 branco cavalo · c1 branco bispo · d1 branco rainha · e1 branco rei · h1 branco torre | 7 |
| 6 | a8 preto torre · c8 preto bispo · d8 preto rainha · e8 preto rei · g8 preto cavalo · h8 preto torre · a7 preto peão · b7 preto peão · c7 preto peão · d7 preto peão · f7 preto peão · g7 preto peão · h7 preto peão · c6 preto cavalo · c5 preto bispo · e5 preto peão · c4 branco bispo · e4 branco peão · f3 branco cavalo · a2 branco peão · b2 branco peão · c2 branco peão · d2 branco peão · f2 branco peão · g2 branco peão · h2 branco peão · a1 branco torre · b1 branco cavalo · c1 branco bispo · d1 branco rainha · e1 branco rei · h1 branco torre | a8 preto torre · c8 preto bispo · d8 preto rainha · e8 preto rei · g8 preto cavalo · h8 preto torre · a7 preto peão · b7 preto peão · c7 preto peão · d7 preto peão · f7 preto peão · g7 preto peão · h7 preto peão · c6 preto cavalo · c5 preto bispo · e5 preto peão · c4 branco bispo · e4 branco peão · f3 branco cavalo · a2 branco peão · b2 branco peão · c2 branco peão · d2 branco peão · f2 branco peão · g2 branco peão · h2 branco peão · a1 branco torre · b1 branco cavalo · c1 branco bispo · d1 branco rainha · e1 branco rei · h1 branco torre | a8 preto torre · c8 preto bispo · d8 preto rainha · e8 preto rei · g8 preto cavalo · h8 preto torre · a7 preto peão · b7 preto peão · c7 preto peão · d7 preto peão · f7 preto peão · g7 preto peão · h7 preto peão · c6 preto cavalo · c5 preto bispo · e5 preto peão · c4 branco bispo · e4 branco peão · f3 branco cavalo · a2 branco peão · b2 branco peão · c2 branco peão · d2 branco peão · f2 branco peão · g2 branco peão · h2 branco peão · a1 branco torre · b1 branco cavalo · c1 branco bispo · d1 branco rainha · e1 branco rei · h1 branco torre | a8 preto torre · c8 preto bispo · d8 preto rainha · e8 preto rei · g8 preto cavalo · h8 preto torre · a7 preto peão · b7 preto peão · c7 preto peão · d7 preto peão · f7 preto peão · g7 preto peão · h7 preto peão · c6 preto cavalo · c5 preto bispo · e5 preto peão · c4 branco bispo · e4 branco peão · f3 branco cavalo · a2 branco peão · b2 branco peão · c2 branco peão · d2 branco peão · f2 branco peão · g2 branco peão · h2 branco peão · a1 branco torre · b1 branco cavalo · c1 branco bispo · d1 branco rainha · e1 branco rei · h1 branco torre | a8 preto torre · c8 preto bispo · d8 preto rainha · e8 preto rei · g8 preto cavalo · h8 preto torre · a7 preto peão · b7 preto peão · c7 preto peão · d7 preto peão · f7 preto peão · g7 preto peão · h7 preto peão · c6 preto cavalo · c5 preto bispo · e5 preto peão · c4 branco bispo · e4 branco peão · f3 branco cavalo · a2 branco peão · b2 branco peão · c2 branco peão · d2 branco peão · f2 branco peão · g2 branco peão · h2 branco peão · a1 branco torre · b1 branco cavalo · c1 branco bispo · d1 branco rainha · e1 branco rei · h1 branco torre | a8 preto torre · c8 preto bispo · d8 preto rainha · e8 preto rei · g8 preto cavalo · h8 preto torre · a7 preto peão · b7 preto peão · c7 preto peão · d7 preto peão · f7 preto peão · g7 preto peão · h7 preto peão · c6 preto cavalo · c5 preto bispo · e5 preto peão · c4 branco bispo · e4 branco peão · f3 branco cavalo · a2 branco peão · b2 branco peão · c2 branco peão · d2 branco peão · f2 branco peão · g2 branco peão · h2 branco peão · a1 branco torre · b1 branco cavalo · c1 branco bispo · d1 branco rainha · e1 branco rei · h1 branco torre | a8 preto torre · c8 preto bispo · d8 preto rainha · e8 preto rei · g8 preto cavalo · h8 preto torre · a7 preto peão · b7 preto peão · c7 preto peão · d7 preto peão · f7 preto peão · g7 preto peão · h7 preto peão · c6 preto cavalo · c5 preto bispo · e5 preto peão · c4 branco bispo · e4 branco peão · f3 branco cavalo · a2 branco peão · b2 branco peão · c2 branco peão · d2 branco peão · f2 branco peão · g2 branco peão · h2 branco peão · a1 branco torre · b1 branco cavalo · c1 branco bispo · d1 branco rainha · e1 branco rei · h1 branco torre | a8 preto torre · c8 preto bispo · d8 preto rainha · e8 preto rei · g8 preto cavalo · h8 preto torre · a7 preto peão · b7 preto peão · c7 preto peão · d7 preto peão · f7 preto peão · g7 preto peão · h7 preto peão · c6 preto cavalo · c5 preto bispo · e5 preto peão · c4 branco bispo · e4 branco peão · f3 branco cavalo · a2 branco peão · b2 branco peão · c2 branco peão · d2 branco peão · f2 branco peão · g2 branco peão · h2 branco peão · a1 branco torre · b1 branco cavalo · c1 branco bispo · d1 branco rainha · e1 branco rei · h1 branco torre | 6 |
| 5 | a8 preto torre · c8 preto bispo · d8 preto rainha · e8 preto rei · g8 preto cavalo · h8 preto torre · a7 preto peão · b7 preto peão · c7 preto peão · d7 preto peão · f7 preto peão · g7 preto peão · h7 preto peão · c6 preto cavalo · c5 preto bispo · e5 preto peão · c4 branco bispo · e4 branco peão · f3 branco cavalo · a2 branco peão · b2 branco peão · c2 branco peão · d2 branco peão · f2 branco peão · g2 branco peão · h2 branco peão · a1 branco torre · b1 branco cavalo · c1 branco bispo · d1 branco rainha · e1 branco rei · h1 branco torre | a8 preto torre · c8 preto bispo · d8 preto rainha · e8 preto rei · g8 preto cavalo · h8 preto torre · a7 preto peão · b7 preto peão · c7 preto peão · d7 preto peão · f7 preto peão · g7 preto peão · h7 preto peão · c6 preto cavalo · c5 preto bispo · e5 preto peão · c4 branco bispo · e4 branco peão · f3 branco cavalo · a2 branco peão · b2 branco peão · c2 branco peão · d2 branco peão · f2 branco peão · g2 branco peão · h2 branco peão · a1 branco torre · b1 branco cavalo · c1 branco bispo · d1 branco rainha · e1 branco rei · h1 branco torre | a8 preto torre · c8 preto bispo · d8 preto rainha · e8 preto rei · g8 preto cavalo · h8 preto torre · a7 preto peão · b7 preto peão · c7 preto peão · d7 preto peão · f7 preto peão · g7 preto peão · h7 preto peão · c6 preto cavalo · c5 preto bispo · e5 preto peão · c4 branco bispo · e4 branco peão · f3 branco cavalo · a2 branco peão · b2 branco peão · c2 branco peão · d2 branco peão · f2 branco peão · g2 branco peão · h2 branco peão · a1 branco torre · b1 branco cavalo · c1 branco bispo · d1 branco rainha · e1 branco rei · h1 branco torre | a8 preto torre · c8 preto bispo · d8 preto rainha · e8 preto rei · g8 preto cavalo · h8 preto torre · a7 preto peão · b7 preto peão · c7 preto peão · d7 preto peão · f7 preto peão · g7 preto peão · h7 preto peão · c6 preto cavalo · c5 preto bispo · e5 preto peão · c4 branco bispo · e4 branco peão · f3 branco cavalo · a2 branco peão · b2 branco peão · c2 branco peão · d2 branco peão · f2 branco peão · g2 branco peão · h2 branco peão · a1 branco torre · b1 branco cavalo · c1 branco bispo · d1 branco rainha · e1 branco rei · h1 branco torre | a8 preto torre · c8 preto bispo · d8 preto rainha · e8 preto rei · g8 preto cavalo · h8 preto torre · a7 preto peão · b7 preto peão · c7 preto peão · d7 preto peão · f7 preto peão · g7 preto peão · h7 preto peão · c6 preto cavalo · c5 preto bispo · e5 preto peão · c4 branco bispo · e4 branco peão · f3 branco cavalo · a2 branco peão · b2 branco peão · c2 branco peão · d2 branco peão · f2 branco peão · g2 branco peão · h2 branco peão · a1 branco torre · b1 branco cavalo · c1 branco bispo · d1 branco rainha · e1 branco rei · h1 branco torre | a8 preto torre · c8 preto bispo · d8 preto rainha · e8 preto rei · g8 preto cavalo · h8 preto torre · a7 preto peão · b7 preto peão · c7 preto peão · d7 preto peão · f7 preto peão · g7 preto peão · h7 preto peão · c6 preto cavalo · c5 preto bispo · e5 preto peão · c4 branco bispo · e4 branco peão · f3 branco cavalo · a2 branco peão · b2 branco peão · c2 branco peão · d2 branco peão · f2 branco peão · g2 branco peão · h2 branco peão · a1 branco torre · b1 branco cavalo · c1 branco bispo · d1 branco rainha · e1 branco rei · h1 branco torre | a8 preto torre · c8 preto bispo · d8 preto rainha · e8 preto rei · g8 preto cavalo · h8 preto torre · a7 preto peão · b7 preto peão · c7 preto peão · d7 preto peão · f7 preto peão · g7 preto peão · h7 preto peão · c6 preto cavalo · c5 preto bispo · e5 preto peão · c4 branco bispo · e4 branco peão · f3 branco cavalo · a2 branco peão · b2 branco peão · c2 branco peão · d2 branco peão · f2 branco peão · g2 branco peão · h2 branco peão · a1 branco torre · b1 branco cavalo · c1 branco bispo · d1 branco rainha · e1 branco rei · h1 branco torre | a8 preto torre · c8 preto bispo · d8 preto rainha · e8 preto rei · g8 preto cavalo · h8 preto torre · a7 preto peão · b7 preto peão · c7 preto peão · d7 preto peão · f7 preto peão · g7 preto peão · h7 preto peão · c6 preto cavalo · c5 preto bispo · e5 preto peão · c4 branco bispo · e4 branco peão · f3 branco cavalo · a2 branco peão · b2 branco peão · c2 branco peão · d2 branco peão · f2 branco peão · g2 branco peão · h2 branco peão · a1 branco torre · b1 branco cavalo · c1 branco bispo · d1 branco rainha · e1 branco rei · h1 branco torre | 5 |
| 4 | a8 preto torre · c8 preto bispo · d8 preto rainha · e8 preto rei · g8 preto cavalo · h8 preto torre · a7 preto peão · b7 preto peão · c7 preto peão · d7 preto peão · f7 preto peão · g7 preto peão · h7 preto peão · c6 preto cavalo · c5 preto bispo · e5 preto peão · c4 branco bispo · e4 branco peão · f3 branco cavalo · a2 branco peão · b2 branco peão · c2 branco peão · d2 branco peão · f2 branco peão · g2 branco peão · h2 branco peão · a1 branco torre · b1 branco cavalo · c1 branco bispo · d1 branco rainha · e1 branco rei · h1 branco torre | a8 preto torre · c8 preto bispo · d8 preto rainha · e8 preto rei · g8 preto cavalo · h8 preto torre · a7 preto peão · b7 preto peão · c7 preto peão · d7 preto peão · f7 preto peão · g7 preto peão · h7 preto peão · c6 preto cavalo · c5 preto bispo · e5 preto peão · c4 branco bispo · e4 branco peão · f3 branco cavalo · a2 branco peão · b2 branco peão · c2 branco peão · d2 branco peão · f2 branco peão · g2 branco peão · h2 branco peão · a1 branco torre · b1 branco cavalo · c1 branco bispo · d1 branco rainha · e1 branco rei · h1 branco torre | a8 preto torre · c8 preto bispo · d8 preto rainha · e8 preto rei · g8 preto cavalo · h8 preto torre · a7 preto peão · b7 preto peão · c7 preto peão · d7 preto peão · f7 preto peão · g7 preto peão · h7 preto peão · c6 preto cavalo · c5 preto bispo · e5 preto peão · c4 branco bispo · e4 branco peão · f3 branco cavalo · a2 branco peão · b2 branco peão · c2 branco peão · d2 branco peão · f2 branco peão · g2 branco peão · h2 branco peão · a1 branco torre · b1 branco cavalo · c1 branco bispo · d1 branco rainha · e1 branco rei · h1 branco torre | a8 preto torre · c8 preto bispo · d8 preto rainha · e8 preto rei · g8 preto cavalo · h8 preto torre · a7 preto peão · b7 preto peão · c7 preto peão · d7 preto peão · f7 preto peão · g7 preto peão · h7 preto peão · c6 preto cavalo · c5 preto bispo · e5 preto peão · c4 branco bispo · e4 branco peão · f3 branco cavalo · a2 branco peão · b2 branco peão · c2 branco peão · d2 branco peão · f2 branco peão · g2 branco peão · h2 branco peão · a1 branco torre · b1 branco cavalo · c1 branco bispo · d1 branco rainha · e1 branco rei · h1 branco torre | a8 preto torre · c8 preto bispo · d8 preto rainha · e8 preto rei · g8 preto cavalo · h8 preto torre · a7 preto peão · b7 preto peão · c7 preto peão · d7 preto peão · f7 preto peão · g7 preto peão · h7 preto peão · c6 preto cavalo · c5 preto bispo · e5 preto peão · c4 branco bispo · e4 branco peão · f3 branco cavalo · a2 branco peão · b2 branco peão · c2 branco peão · d2 branco peão · f2 branco peão · g2 branco peão · h2 branco peão · a1 branco torre · b1 branco cavalo · c1 branco bispo · d1 branco rainha · e1 branco rei · h1 branco torre | a8 preto torre · c8 preto bispo · d8 preto rainha · e8 preto rei · g8 preto cavalo · h8 preto torre · a7 preto peão · b7 preto peão · c7 preto peão · d7 preto peão · f7 preto peão · g7 preto peão · h7 preto peão · c6 preto cavalo · c5 preto bispo · e5 preto peão · c4 branco bispo · e4 branco peão · f3 branco cavalo · a2 branco peão · b2 branco peão · c2 branco peão · d2 branco peão · f2 branco peão · g2 branco peão · h2 branco peão · a1 branco torre · b1 branco cavalo · c1 branco bispo · d1 branco rainha · e1 branco rei · h1 branco torre | a8 preto torre · c8 preto bispo · d8 preto rainha · e8 preto rei · g8 preto cavalo · h8 preto torre · a7 preto peão · b7 preto peão · c7 preto peão · d7 preto peão · f7 preto peão · g7 preto peão · h7 preto peão · c6 preto cavalo · c5 preto bispo · e5 preto peão · c4 branco bispo · e4 branco peão · f3 branco cavalo · a2 branco peão · b2 branco peão · c2 branco peão · d2 branco peão · f2 branco peão · g2 branco peão · h2 branco peão · a1 branco torre · b1 branco cavalo · c1 branco bispo · d1 branco rainha · e1 branco rei · h1 branco torre | a8 preto torre · c8 preto bispo · d8 preto rainha · e8 preto rei · g8 preto cavalo · h8 preto torre · a7 preto peão · b7 preto peão · c7 preto peão · d7 preto peão · f7 preto peão · g7 preto peão · h7 preto peão · c6 preto cavalo · c5 preto bispo · e5 preto peão · c4 branco bispo · e4 branco peão · f3 branco cavalo · a2 branco peão · b2 branco peão · c2 branco peão · d2 branco peão · f2 branco peão · g2 branco peão · h2 branco peão · a1 branco torre · b1 branco cavalo · c1 branco bispo · d1 branco rainha · e1 branco rei · h1 branco torre | 4 |
| 3 | a8 preto torre · c8 preto bispo · d8 preto rainha · e8 preto rei · g8 preto cavalo · h8 preto torre · a7 preto peão · b7 preto peão · c7 preto peão · d7 preto peão · f7 preto peão · g7 preto peão · h7 preto peão · c6 preto cavalo · c5 preto bispo · e5 preto peão · c4 branco bispo · e4 branco peão · f3 branco cavalo · a2 branco peão · b2 branco peão · c2 branco peão · d2 branco peão · f2 branco peão · g2 branco peão · h2 branco peão · a1 branco torre · b1 branco cavalo · c1 branco bispo · d1 branco rainha · e1 branco rei · h1 branco torre | a8 preto torre · c8 preto bispo · d8 preto rainha · e8 preto rei · g8 preto cavalo · h8 preto torre · a7 preto peão · b7 preto peão · c7 preto peão · d7 preto peão · f7 preto peão · g7 preto peão · h7 preto peão · c6 preto cavalo · c5 preto bispo · e5 preto peão · c4 branco bispo · e4 branco peão · f3 branco cavalo · a2 branco peão · b2 branco peão · c2 branco peão · d2 branco peão · f2 branco peão · g2 branco peão · h2 branco peão · a1 branco torre · b1 branco cavalo · c1 branco bispo · d1 branco rainha · e1 branco rei · h1 branco torre | a8 preto torre · c8 preto bispo · d8 preto rainha · e8 preto rei · g8 preto cavalo · h8 preto torre · a7 preto peão · b7 preto peão · c7 preto peão · d7 preto peão · f7 preto peão · g7 preto peão · h7 preto peão · c6 preto cavalo · c5 preto bispo · e5 preto peão · c4 branco bispo · e4 branco peão · f3 branco cavalo · a2 branco peão · b2 branco peão · c2 branco peão · d2 branco peão · f2 branco peão · g2 branco peão · h2 branco peão · a1 branco torre · b1 branco cavalo · c1 branco bispo · d1 branco rainha · e1 branco rei · h1 branco torre | a8 preto torre · c8 preto bispo · d8 preto rainha · e8 preto rei · g8 preto cavalo · h8 preto torre · a7 preto peão · b7 preto peão · c7 preto peão · d7 preto peão · f7 preto peão · g7 preto peão · h7 preto peão · c6 preto cavalo · c5 preto bispo · e5 preto peão · c4 branco bispo · e4 branco peão · f3 branco cavalo · a2 branco peão · b2 branco peão · c2 branco peão · d2 branco peão · f2 branco peão · g2 branco peão · h2 branco peão · a1 branco torre · b1 branco cavalo · c1 branco bispo · d1 branco rainha · e1 branco rei · h1 branco torre | a8 preto torre · c8 preto bispo · d8 preto rainha · e8 preto rei · g8 preto cavalo · h8 preto torre · a7 preto peão · b7 preto peão · c7 preto peão · d7 preto peão · f7 preto peão · g7 preto peão · h7 preto peão · c6 preto cavalo · c5 preto bispo · e5 preto peão · c4 branco bispo · e4 branco peão · f3 branco cavalo · a2 branco peão · b2 branco peão · c2 branco peão · d2 branco peão · f2 branco peão · g2 branco peão · h2 branco peão · a1 branco torre · b1 branco cavalo · c1 branco bispo · d1 branco rainha · e1 branco rei · h1 branco torre | a8 preto torre · c8 preto bispo · d8 preto rainha · e8 preto rei · g8 preto cavalo · h8 preto torre · a7 preto peão · b7 preto peão · c7 preto peão · d7 preto peão · f7 preto peão · g7 preto peão · h7 preto peão · c6 preto cavalo · c5 preto bispo · e5 preto peão · c4 branco bispo · e4 branco peão · f3 branco cavalo · a2 branco peão · b2 branco peão · c2 branco peão · d2 branco peão · f2 branco peão · g2 branco peão · h2 branco peão · a1 branco torre · b1 branco cavalo · c1 branco bispo · d1 branco rainha · e1 branco rei · h1 branco torre | a8 preto torre · c8 preto bispo · d8 preto rainha · e8 preto rei · g8 preto cavalo · h8 preto torre · a7 preto peão · b7 preto peão · c7 preto peão · d7 preto peão · f7 preto peão · g7 preto peão · h7 preto peão · c6 preto cavalo · c5 preto bispo · e5 preto peão · c4 branco bispo · e4 branco peão · f3 branco cavalo · a2 branco peão · b2 branco peão · c2 branco peão · d2 branco peão · f2 branco peão · g2 branco peão · h2 branco peão · a1 branco torre · b1 branco cavalo · c1 branco bispo · d1 branco rainha · e1 branco rei · h1 branco torre | a8 preto torre · c8 preto bispo · d8 preto rainha · e8 preto rei · g8 preto cavalo · h8 preto torre · a7 preto peão · b7 preto peão · c7 preto peão · d7 preto peão · f7 preto peão · g7 preto peão · h7 preto peão · c6 preto cavalo · c5 preto bispo · e5 preto peão · c4 branco bispo · e4 branco peão · f3 branco cavalo · a2 branco peão · b2 branco peão · c2 branco peão · d2 branco peão · f2 branco peão · g2 branco peão · h2 branco peão · a1 branco torre · b1 branco cavalo · c1 branco bispo · d1 branco rainha · e1 branco rei · h1 branco torre | 3 |
| 2 | a8 preto torre · c8 preto bispo · d8 preto rainha · e8 preto rei · g8 preto cavalo · h8 preto torre · a7 preto peão · b7 preto peão · c7 preto peão · d7 preto peão · f7 preto peão · g7 preto peão · h7 preto peão · c6 preto cavalo · c5 preto bispo · e5 preto peão · c4 branco bispo · e4 branco peão · f3 branco cavalo · a2 branco peão · b2 branco peão · c2 branco peão · d2 branco peão · f2 branco peão · g2 branco peão · h2 branco peão · a1 branco torre · b1 branco cavalo · c1 branco bispo · d1 branco rainha · e1 branco rei · h1 branco torre | a8 preto torre · c8 preto bispo · d8 preto rainha · e8 preto rei · g8 preto cavalo · h8 preto torre · a7 preto peão · b7 preto peão · c7 preto peão · d7 preto peão · f7 preto peão · g7 preto peão · h7 preto peão · c6 preto cavalo · c5 preto bispo · e5 preto peão · c4 branco bispo · e4 branco peão · f3 branco cavalo · a2 branco peão · b2 branco peão · c2 branco peão · d2 branco peão · f2 branco peão · g2 branco peão · h2 branco peão · a1 branco torre · b1 branco cavalo · c1 branco bispo · d1 branco rainha · e1 branco rei · h1 branco torre | a8 preto torre · c8 preto bispo · d8 preto rainha · e8 preto rei · g8 preto cavalo · h8 preto torre · a7 preto peão · b7 preto peão · c7 preto peão · d7 preto peão · f7 preto peão · g7 preto peão · h7 preto peão · c6 preto cavalo · c5 preto bispo · e5 preto peão · c4 branco bispo · e4 branco peão · f3 branco cavalo · a2 branco peão · b2 branco peão · c2 branco peão · d2 branco peão · f2 branco peão · g2 branco peão · h2 branco peão · a1 branco torre · b1 branco cavalo · c1 branco bispo · d1 branco rainha · e1 branco rei · h1 branco torre | a8 preto torre · c8 preto bispo · d8 preto rainha · e8 preto rei · g8 preto cavalo · h8 preto torre · a7 preto peão · b7 preto peão · c7 preto peão · d7 preto peão · f7 preto peão · g7 preto peão · h7 preto peão · c6 preto cavalo · c5 preto bispo · e5 preto peão · c4 branco bispo · e4 branco peão · f3 branco cavalo · a2 branco peão · b2 branco peão · c2 branco peão · d2 branco peão · f2 branco peão · g2 branco peão · h2 branco peão · a1 branco torre · b1 branco cavalo · c1 branco bispo · d1 branco rainha · e1 branco rei · h1 branco torre | a8 preto torre · c8 preto bispo · d8 preto rainha · e8 preto rei · g8 preto cavalo · h8 preto torre · a7 preto peão · b7 preto peão · c7 preto peão · d7 preto peão · f7 preto peão · g7 preto peão · h7 preto peão · c6 preto cavalo · c5 preto bispo · e5 preto peão · c4 branco bispo · e4 branco peão · f3 branco cavalo · a2 branco peão · b2 branco peão · c2 branco peão · d2 branco peão · f2 branco peão · g2 branco peão · h2 branco peão · a1 branco torre · b1 branco cavalo · c1 branco bispo · d1 branco rainha · e1 branco rei · h1 branco torre | a8 preto torre · c8 preto bispo · d8 preto rainha · e8 preto rei · g8 preto cavalo · h8 preto torre · a7 preto peão · b7 preto peão · c7 preto peão · d7 preto peão · f7 preto peão · g7 preto peão · h7 preto peão · c6 preto cavalo · c5 preto bispo · e5 preto peão · c4 branco bispo · e4 branco peão · f3 branco cavalo · a2 branco peão · b2 branco peão · c2 branco peão · d2 branco peão · f2 branco peão · g2 branco peão · h2 branco peão · a1 branco torre · b1 branco cavalo · c1 branco bispo · d1 branco rainha · e1 branco rei · h1 branco torre | a8 preto torre · c8 preto bispo · d8 preto rainha · e8 preto rei · g8 preto cavalo · h8 preto torre · a7 preto peão · b7 preto peão · c7 preto peão · d7 preto peão · f7 preto peão · g7 preto peão · h7 preto peão · c6 preto cavalo · c5 preto bispo · e5 preto peão · c4 branco bispo · e4 branco peão · f3 branco cavalo · a2 branco peão · b2 branco peão · c2 branco peão · d2 branco peão · f2 branco peão · g2 branco peão · h2 branco peão · a1 branco torre · b1 branco cavalo · c1 branco bispo · d1 branco rainha · e1 branco rei · h1 branco torre | a8 preto torre · c8 preto bispo · d8 preto rainha · e8 preto rei · g8 preto cavalo · h8 preto torre · a7 preto peão · b7 preto peão · c7 preto peão · d7 preto peão · f7 preto peão · g7 preto peão · h7 preto peão · c6 preto cavalo · c5 preto bispo · e5 preto peão · c4 branco bispo · e4 branco peão · f3 branco cavalo · a2 branco peão · b2 branco peão · c2 branco peão · d2 branco peão · f2 branco peão · g2 branco peão · h2 branco peão · a1 branco torre · b1 branco cavalo · c1 branco bispo · d1 branco rainha · e1 branco rei · h1 branco torre | 2 |
| 1 | a8 preto torre · c8 preto bispo · d8 preto rainha · e8 preto rei · g8 preto cavalo · h8 preto torre · a7 preto peão · b7 preto peão · c7 preto peão · d7 preto peão · f7 preto peão · g7 preto peão · h7 preto peão · c6 preto cavalo · c5 preto bispo · e5 preto peão · c4 branco bispo · e4 branco peão · f3 branco cavalo · a2 branco peão · b2 branco peão · c2 branco peão · d2 branco peão · f2 branco peão · g2 branco peão · h2 branco peão · a1 branco torre · b1 branco cavalo · c1 branco bispo · d1 branco rainha · e1 branco rei · h1 branco torre | a8 preto torre · c8 preto bispo · d8 preto rainha · e8 preto rei · g8 preto cavalo · h8 preto torre · a7 preto peão · b7 preto peão · c7 preto peão · d7 preto peão · f7 preto peão · g7 preto peão · h7 preto peão · c6 preto cavalo · c5 preto bispo · e5 preto peão · c4 branco bispo · e4 branco peão · f3 branco cavalo · a2 branco peão · b2 branco peão · c2 branco peão · d2 branco peão · f2 branco peão · g2 branco peão · h2 branco peão · a1 branco torre · b1 branco cavalo · c1 branco bispo · d1 branco rainha · e1 branco rei · h1 branco torre | a8 preto torre · c8 preto bispo · d8 preto rainha · e8 preto rei · g8 preto cavalo · h8 preto torre · a7 preto peão · b7 preto peão · c7 preto peão · d7 preto peão · f7 preto peão · g7 preto peão · h7 preto peão · c6 preto cavalo · c5 preto bispo · e5 preto peão · c4 branco bispo · e4 branco peão · f3 branco cavalo · a2 branco peão · b2 branco peão · c2 branco peão · d2 branco peão · f2 branco peão · g2 branco peão · h2 branco peão · a1 branco torre · b1 branco cavalo · c1 branco bispo · d1 branco rainha · e1 branco rei · h1 branco torre | a8 preto torre · c8 preto bispo · d8 preto rainha · e8 preto rei · g8 preto cavalo · h8 preto torre · a7 preto peão · b7 preto peão · c7 preto peão · d7 preto peão · f7 preto peão · g7 preto peão · h7 preto peão · c6 preto cavalo · c5 preto bispo · e5 preto peão · c4 branco bispo · e4 branco peão · f3 branco cavalo · a2 branco peão · b2 branco peão · c2 branco peão · d2 branco peão · f2 branco peão · g2 branco peão · h2 branco peão · a1 branco torre · b1 branco cavalo · c1 branco bispo · d1 branco rainha · e1 branco rei · h1 branco torre | a8 preto torre · c8 preto bispo · d8 preto rainha · e8 preto rei · g8 preto cavalo · h8 preto torre · a7 preto peão · b7 preto peão · c7 preto peão · d7 preto peão · f7 preto peão · g7 preto peão · h7 preto peão · c6 preto cavalo · c5 preto bispo · e5 preto peão · c4 branco bispo · e4 branco peão · f3 branco cavalo · a2 branco peão · b2 branco peão · c2 branco peão · d2 branco peão · f2 branco peão · g2 branco peão · h2 branco peão · a1 branco torre · b1 branco cavalo · c1 branco bispo · d1 branco rainha · e1 branco rei · h1 branco torre | a8 preto torre · c8 preto bispo · d8 preto rainha · e8 preto rei · g8 preto cavalo · h8 preto torre · a7 preto peão · b7 preto peão · c7 preto peão · d7 preto peão · f7 preto peão · g7 preto peão · h7 preto peão · c6 preto cavalo · c5 preto bispo · e5 preto peão · c4 branco bispo · e4 branco peão · f3 branco cavalo · a2 branco peão · b2 branco peão · c2 branco peão · d2 branco peão · f2 branco peão · g2 branco peão · h2 branco peão · a1 branco torre · b1 branco cavalo · c1 branco bispo · d1 branco rainha · e1 branco rei · h1 branco torre | a8 preto torre · c8 preto bispo · d8 preto rainha · e8 preto rei · g8 preto cavalo · h8 preto torre · a7 preto peão · b7 preto peão · c7 preto peão · d7 preto peão · f7 preto peão · g7 preto peão · h7 preto peão · c6 preto cavalo · c5 preto bispo · e5 preto peão · c4 branco bispo · e4 branco peão · f3 branco cavalo · a2 branco peão · b2 branco peão · c2 branco peão · d2 branco peão · f2 branco peão · g2 branco peão · h2 branco peão · a1 branco torre · b1 branco cavalo · c1 branco bispo · d1 branco rainha · e1 branco rei · h1 branco torre | a8 preto torre · c8 preto bispo · d8 preto rainha · e8 preto rei · g8 preto cavalo · h8 preto torre · a7 preto peão · b7 preto peão · c7 preto peão · d7 preto peão · f7 preto peão · g7 preto peão · h7 preto peão · c6 preto cavalo · c5 preto bispo · e5 preto peão · c4 branco bispo · e4 branco peão · f3 branco cavalo · a2 branco peão · b2 branco peão · c2 branco peão · d2 branco peão · f2 branco peão · g2 branco peão · h2 branco peão · a1 branco torre · b1 branco cavalo · c1 branco bispo · d1 branco rainha · e1 branco rei · h1 branco torre | 1 |
|   | a | b | c | d | e | f | g | h |   |

A abertura Giuoco Piano é uma abertura de xadrez, semelhante à abertura italiana, caracterizada pelos movimentos:
1. e4  e5
2. Cf3 Cc6
3. Bc4 Bc5

O Giuoco Piano (italiano: "jogo calmo"), é a abertura mais antiga de que se tem registro. O português Damiano a utilizava no início do século XV e o italiano Greco, no início do século XVII. Devido ao trabalho de Greco na abertura, é também algumas vezes chamada Abertura italiana, entretanto aquele termo é também mais utilizado para descrever a posição após 1.e4 e5 2.Cf3 Cc6 3.Bc4. A abertura Giuoco Piano foi popular durante o século XIX, mas modernos refinamentos no jogo defensivo levam mais mestres a utilizarem aberturas como a Ruy Lopez que oferecem às peças brancas mais chances para longa duração da partida.
O bispo italiano branco em c4 evita que as pretas avancem pelo centro com ...d5 e ataca a casa vulnerável f7. As brancas planejam dominar o centro com d2-d4 para atacar o rei preto. Já as pretas pretendem liberar seu jogo ao trocar peças e jogar o peão em d7-d5, ou mantendo seu peão central em e5.

## Variantes
As principais variantes a partir do quarto movimento das brancas são

### Linha Principal (4. c3)
Na linha principal, as brancas jogam 4.c3, numa preparação para um avanço no centro em d4. As pretas podem tentar manter um ponto forte no centro em e5 com 4...De7. Essa linha pode continuar com 5.d4 Bb6 6.0-0 d6 7.a4 a6 8. h3 Cf6 9.Te1 0-0.
|   | a | b | c | d | e | f | g | h |   |
| 8 | a8 preto torre · c8 preto bispo · d8 preto rainha · e8 preto rei · h8 preto torre · a7 preto peão · b7 preto peão · c7 preto peão · d7 preto peão · f7 preto peão · g7 preto peão · h7 preto peão · c6 preto cavalo · b4 preto bispo · c4 branco bispo · d4 branco peão · e4 preto cavalo · c3 branco cavalo · f3 branco cavalo · a2 branco peão · b2 branco peão · f2 branco peão · g2 branco peão · h2 branco peão · a1 branco torre · c1 branco bispo · d1 branco rainha · e1 branco rei · h1 branco torre | a8 preto torre · c8 preto bispo · d8 preto rainha · e8 preto rei · h8 preto torre · a7 preto peão · b7 preto peão · c7 preto peão · d7 preto peão · f7 preto peão · g7 preto peão · h7 preto peão · c6 preto cavalo · b4 preto bispo · c4 branco bispo · d4 branco peão · e4 preto cavalo · c3 branco cavalo · f3 branco cavalo · a2 branco peão · b2 branco peão · f2 branco peão · g2 branco peão · h2 branco peão · a1 branco torre · c1 branco bispo · d1 branco rainha · e1 branco rei · h1 branco torre | a8 preto torre · c8 preto bispo · d8 preto rainha · e8 preto rei · h8 preto torre · a7 preto peão · b7 preto peão · c7 preto peão · d7 preto peão · f7 preto peão · g7 preto peão · h7 preto peão · c6 preto cavalo · b4 preto bispo · c4 branco bispo · d4 branco peão · e4 preto cavalo · c3 branco cavalo · f3 branco cavalo · a2 branco peão · b2 branco peão · f2 branco peão · g2 branco peão · h2 branco peão · a1 branco torre · c1 branco bispo · d1 branco rainha · e1 branco rei · h1 branco torre | a8 preto torre · c8 preto bispo · d8 preto rainha · e8 preto rei · h8 preto torre · a7 preto peão · b7 preto peão · c7 preto peão · d7 preto peão · f7 preto peão · g7 preto peão · h7 preto peão · c6 preto cavalo · b4 preto bispo · c4 branco bispo · d4 branco peão · e4 preto cavalo · c3 branco cavalo · f3 branco cavalo · a2 branco peão · b2 branco peão · f2 branco peão · g2 branco peão · h2 branco peão · a1 branco torre · c1 branco bispo · d1 branco rainha · e1 branco rei · h1 branco torre | a8 preto torre · c8 preto bispo · d8 preto rainha · e8 preto rei · h8 preto torre · a7 preto peão · b7 preto peão · c7 preto peão · d7 preto peão · f7 preto peão · g7 preto peão · h7 preto peão · c6 preto cavalo · b4 preto bispo · c4 branco bispo · d4 branco peão · e4 preto cavalo · c3 branco cavalo · f3 branco cavalo · a2 branco peão · b2 branco peão · f2 branco peão · g2 branco peão · h2 branco peão · a1 branco torre · c1 branco bispo · d1 branco rainha · e1 branco rei · h1 branco torre | a8 preto torre · c8 preto bispo · d8 preto rainha · e8 preto rei · h8 preto torre · a7 preto peão · b7 preto peão · c7 preto peão · d7 preto peão · f7 preto peão · g7 preto peão · h7 preto peão · c6 preto cavalo · b4 preto bispo · c4 branco bispo · d4 branco peão · e4 preto cavalo · c3 branco cavalo · f3 branco cavalo · a2 branco peão · b2 branco peão · f2 branco peão · g2 branco peão · h2 branco peão · a1 branco torre · c1 branco bispo · d1 branco rainha · e1 branco rei · h1 branco torre | a8 preto torre · c8 preto bispo · d8 preto rainha · e8 preto rei · h8 preto torre · a7 preto peão · b7 preto peão · c7 preto peão · d7 preto peão · f7 preto peão · g7 preto peão · h7 preto peão · c6 preto cavalo · b4 preto bispo · c4 branco bispo · d4 branco peão · e4 preto cavalo · c3 branco cavalo · f3 branco cavalo · a2 branco peão · b2 branco peão · f2 branco peão · g2 branco peão · h2 branco peão · a1 branco torre · c1 branco bispo · d1 branco rainha · e1 branco rei · h1 branco torre | a8 preto torre · c8 preto bispo · d8 preto rainha · e8 preto rei · h8 preto torre · a7 preto peão · b7 preto peão · c7 preto peão · d7 preto peão · f7 preto peão · g7 preto peão · h7 preto peão · c6 preto cavalo · b4 preto bispo · c4 branco bispo · d4 branco peão · e4 preto cavalo · c3 branco cavalo · f3 branco cavalo · a2 branco peão · b2 branco peão · f2 branco peão · g2 branco peão · h2 branco peão · a1 branco torre · c1 branco bispo · d1 branco rainha · e1 branco rei · h1 branco torre | 8 |
| 7 | a8 preto torre · c8 preto bispo · d8 preto rainha · e8 preto rei · h8 preto torre · a7 preto peão · b7 preto peão · c7 preto peão · d7 preto peão · f7 preto peão · g7 preto peão · h7 preto peão · c6 preto cavalo · b4 preto bispo · c4 branco bispo · d4 branco peão · e4 preto cavalo · c3 branco cavalo · f3 branco cavalo · a2 branco peão · b2 branco peão · f2 branco peão · g2 branco peão · h2 branco peão · a1 branco torre · c1 branco bispo · d1 branco rainha · e1 branco rei · h1 branco torre | a8 preto torre · c8 preto bispo · d8 preto rainha · e8 preto rei · h8 preto torre · a7 preto peão · b7 preto peão · c7 preto peão · d7 preto peão · f7 preto peão · g7 preto peão · h7 preto peão · c6 preto cavalo · b4 preto bispo · c4 branco bispo · d4 branco peão · e4 preto cavalo · c3 branco cavalo · f3 branco cavalo · a2 branco peão · b2 branco peão · f2 branco peão · g2 branco peão · h2 branco peão · a1 branco torre · c1 branco bispo · d1 branco rainha · e1 branco rei · h1 branco torre | a8 preto torre · c8 preto bispo · d8 preto rainha · e8 preto rei · h8 preto torre · a7 preto peão · b7 preto peão · c7 preto peão · d7 preto peão · f7 preto peão · g7 preto peão · h7 preto peão · c6 preto cavalo · b4 preto bispo · c4 branco bispo · d4 branco peão · e4 preto cavalo · c3 branco cavalo · f3 branco cavalo · a2 branco peão · b2 branco peão · f2 branco peão · g2 branco peão · h2 branco peão · a1 branco torre · c1 branco bispo · d1 branco rainha · e1 branco rei · h1 branco torre | a8 preto torre · c8 preto bispo · d8 preto rainha · e8 preto rei · h8 preto torre · a7 preto peão · b7 preto peão · c7 preto peão · d7 preto peão · f7 preto peão · g7 preto peão · h7 preto peão · c6 preto cavalo · b4 preto bispo · c4 branco bispo · d4 branco peão · e4 preto cavalo · c3 branco cavalo · f3 branco cavalo · a2 branco peão · b2 branco peão · f2 branco peão · g2 branco peão · h2 branco peão · a1 branco torre · c1 branco bispo · d1 branco rainha · e1 branco rei · h1 branco torre | a8 preto torre · c8 preto bispo · d8 preto rainha · e8 preto rei · h8 preto torre · a7 preto peão · b7 preto peão · c7 preto peão · d7 preto peão · f7 preto peão · g7 preto peão · h7 preto peão · c6 preto cavalo · b4 preto bispo · c4 branco bispo · d4 branco peão · e4 preto cavalo · c3 branco cavalo · f3 branco cavalo · a2 branco peão · b2 branco peão · f2 branco peão · g2 branco peão · h2 branco peão · a1 branco torre · c1 branco bispo · d1 branco rainha · e1 branco rei · h1 branco torre | a8 preto torre · c8 preto bispo · d8 preto rainha · e8 preto rei · h8 preto torre · a7 preto peão · b7 preto peão · c7 preto peão · d7 preto peão · f7 preto peão · g7 preto peão · h7 preto peão · c6 preto cavalo · b4 preto bispo · c4 branco bispo · d4 branco peão · e4 preto cavalo · c3 branco cavalo · f3 branco cavalo · a2 branco peão · b2 branco peão · f2 branco peão · g2 branco peão · h2 branco peão · a1 branco torre · c1 branco bispo · d1 branco rainha · e1 branco rei · h1 branco torre | a8 preto torre · c8 preto bispo · d8 preto rainha · e8 preto rei · h8 preto torre · a7 preto peão · b7 preto peão · c7 preto peão · d7 preto peão · f7 preto peão · g7 preto peão · h7 preto peão · c6 preto cavalo · b4 preto bispo · c4 branco bispo · d4 branco peão · e4 preto cavalo · c3 branco cavalo · f3 branco cavalo · a2 branco peão · b2 branco peão · f2 branco peão · g2 branco peão · h2 branco peão · a1 branco torre · c1 branco bispo · d1 branco rainha · e1 branco rei · h1 branco torre | a8 preto torre · c8 preto bispo · d8 preto rainha · e8 preto rei · h8 preto torre · a7 preto peão · b7 preto peão · c7 preto peão · d7 preto peão · f7 preto peão · g7 preto peão · h7 preto peão · c6 preto cavalo · b4 preto bispo · c4 branco bispo · d4 branco peão · e4 preto cavalo · c3 branco cavalo · f3 branco cavalo · a2 branco peão · b2 branco peão · f2 branco peão · g2 branco peão · h2 branco peão · a1 branco torre · c1 branco bispo · d1 branco rainha · e1 branco rei · h1 branco torre | 7 |
| 6 | a8 preto torre · c8 preto bispo · d8 preto rainha · e8 preto rei · h8 preto torre · a7 preto peão · b7 preto peão · c7 preto peão · d7 preto peão · f7 preto peão · g7 preto peão · h7 preto peão · c6 preto cavalo · b4 preto bispo · c4 branco bispo · d4 branco peão · e4 preto cavalo · c3 branco cavalo · f3 branco cavalo · a2 branco peão · b2 branco peão · f2 branco peão · g2 branco peão · h2 branco peão · a1 branco torre · c1 branco bispo · d1 branco rainha · e1 branco rei · h1 branco torre | a8 preto torre · c8 preto bispo · d8 preto rainha · e8 preto rei · h8 preto torre · a7 preto peão · b7 preto peão · c7 preto peão · d7 preto peão · f7 preto peão · g7 preto peão · h7 preto peão · c6 preto cavalo · b4 preto bispo · c4 branco bispo · d4 branco peão · e4 preto cavalo · c3 branco cavalo · f3 branco cavalo · a2 branco peão · b2 branco peão · f2 branco peão · g2 branco peão · h2 branco peão · a1 branco torre · c1 branco bispo · d1 branco rainha · e1 branco rei · h1 branco torre | a8 preto torre · c8 preto bispo · d8 preto rainha · e8 preto rei · h8 preto torre · a7 preto peão · b7 preto peão · c7 preto peão · d7 preto peão · f7 preto peão · g7 preto peão · h7 preto peão · c6 preto cavalo · b4 preto bispo · c4 branco bispo · d4 branco peão · e4 preto cavalo · c3 branco cavalo · f3 branco cavalo · a2 branco peão · b2 branco peão · f2 branco peão · g2 branco peão · h2 branco peão · a1 branco torre · c1 branco bispo · d1 branco rainha · e1 branco rei · h1 branco torre | a8 preto torre · c8 preto bispo · d8 preto rainha · e8 preto rei · h8 preto torre · a7 preto peão · b7 preto peão · c7 preto peão · d7 preto peão · f7 preto peão · g7 preto peão · h7 preto peão · c6 preto cavalo · b4 preto bispo · c4 branco bispo · d4 branco peão · e4 preto cavalo · c3 branco cavalo · f3 branco cavalo · a2 branco peão · b2 branco peão · f2 branco peão · g2 branco peão · h2 branco peão · a1 branco torre · c1 branco bispo · d1 branco rainha · e1 branco rei · h1 branco torre | a8 preto torre · c8 preto bispo · d8 preto rainha · e8 preto rei · h8 preto torre · a7 preto peão · b7 preto peão · c7 preto peão · d7 preto peão · f7 preto peão · g7 preto peão · h7 preto peão · c6 preto cavalo · b4 preto bispo · c4 branco bispo · d4 branco peão · e4 preto cavalo · c3 branco cavalo · f3 branco cavalo · a2 branco peão · b2 branco peão · f2 branco peão · g2 branco peão · h2 branco peão · a1 branco torre · c1 branco bispo · d1 branco rainha · e1 branco rei · h1 branco torre | a8 preto torre · c8 preto bispo · d8 preto rainha · e8 preto rei · h8 preto torre · a7 preto peão · b7 preto peão · c7 preto peão · d7 preto peão · f7 preto peão · g7 preto peão · h7 preto peão · c6 preto cavalo · b4 preto bispo · c4 branco bispo · d4 branco peão · e4 preto cavalo · c3 branco cavalo · f3 branco cavalo · a2 branco peão · b2 branco peão · f2 branco peão · g2 branco peão · h2 branco peão · a1 branco torre · c1 branco bispo · d1 branco rainha · e1 branco rei · h1 branco torre | a8 preto torre · c8 preto bispo · d8 preto rainha · e8 preto rei · h8 preto torre · a7 preto peão · b7 preto peão · c7 preto peão · d7 preto peão · f7 preto peão · g7 preto peão · h7 preto peão · c6 preto cavalo · b4 preto bispo · c4 branco bispo · d4 branco peão · e4 preto cavalo · c3 branco cavalo · f3 branco cavalo · a2 branco peão · b2 branco peão · f2 branco peão · g2 branco peão · h2 branco peão · a1 branco torre · c1 branco bispo · d1 branco rainha · e1 branco rei · h1 branco torre | a8 preto torre · c8 preto bispo · d8 preto rainha · e8 preto rei · h8 preto torre · a7 preto peão · b7 preto peão · c7 preto peão · d7 preto peão · f7 preto peão · g7 preto peão · h7 preto peão · c6 preto cavalo · b4 preto bispo · c4 branco bispo · d4 branco peão · e4 preto cavalo · c3 branco cavalo · f3 branco cavalo · a2 branco peão · b2 branco peão · f2 branco peão · g2 branco peão · h2 branco peão · a1 branco torre · c1 branco bispo · d1 branco rainha · e1 branco rei · h1 branco torre | 6 |
| 5 | a8 preto torre · c8 preto bispo · d8 preto rainha · e8 preto rei · h8 preto torre · a7 preto peão · b7 preto peão · c7 preto peão · d7 preto peão · f7 preto peão · g7 preto peão · h7 preto peão · c6 preto cavalo · b4 preto bispo · c4 branco bispo · d4 branco peão · e4 preto cavalo · c3 branco cavalo · f3 branco cavalo · a2 branco peão · b2 branco peão · f2 branco peão · g2 branco peão · h2 branco peão · a1 branco torre · c1 branco bispo · d1 branco rainha · e1 branco rei · h1 branco torre | a8 preto torre · c8 preto bispo · d8 preto rainha · e8 preto rei · h8 preto torre · a7 preto peão · b7 preto peão · c7 preto peão · d7 preto peão · f7 preto peão · g7 preto peão · h7 preto peão · c6 preto cavalo · b4 preto bispo · c4 branco bispo · d4 branco peão · e4 preto cavalo · c3 branco cavalo · f3 branco cavalo · a2 branco peão · b2 branco peão · f2 branco peão · g2 branco peão · h2 branco peão · a1 branco torre · c1 branco bispo · d1 branco rainha · e1 branco rei · h1 branco torre | a8 preto torre · c8 preto bispo · d8 preto rainha · e8 preto rei · h8 preto torre · a7 preto peão · b7 preto peão · c7 preto peão · d7 preto peão · f7 preto peão · g7 preto peão · h7 preto peão · c6 preto cavalo · b4 preto bispo · c4 branco bispo · d4 branco peão · e4 preto cavalo · c3 branco cavalo · f3 branco cavalo · a2 branco peão · b2 branco peão · f2 branco peão · g2 branco peão · h2 branco peão · a1 branco torre · c1 branco bispo · d1 branco rainha · e1 branco rei · h1 branco torre | a8 preto torre · c8 preto bispo · d8 preto rainha · e8 preto rei · h8 preto torre · a7 preto peão · b7 preto peão · c7 preto peão · d7 preto peão · f7 preto peão · g7 preto peão · h7 preto peão · c6 preto cavalo · b4 preto bispo · c4 branco bispo · d4 branco peão · e4 preto cavalo · c3 branco cavalo · f3 branco cavalo · a2 branco peão · b2 branco peão · f2 branco peão · g2 branco peão · h2 branco peão · a1 branco torre · c1 branco bispo · d1 branco rainha · e1 branco rei · h1 branco torre | a8 preto torre · c8 preto bispo · d8 preto rainha · e8 preto rei · h8 preto torre · a7 preto peão · b7 preto peão · c7 preto peão · d7 preto peão · f7 preto peão · g7 preto peão · h7 preto peão · c6 preto cavalo · b4 preto bispo · c4 branco bispo · d4 branco peão · e4 preto cavalo · c3 branco cavalo · f3 branco cavalo · a2 branco peão · b2 branco peão · f2 branco peão · g2 branco peão · h2 branco peão · a1 branco torre · c1 branco bispo · d1 branco rainha · e1 branco rei · h1 branco torre | a8 preto torre · c8 preto bispo · d8 preto rainha · e8 preto rei · h8 preto torre · a7 preto peão · b7 preto peão · c7 preto peão · d7 preto peão · f7 preto peão · g7 preto peão · h7 preto peão · c6 preto cavalo · b4 preto bispo · c4 branco bispo · d4 branco peão · e4 preto cavalo · c3 branco cavalo · f3 branco cavalo · a2 branco peão · b2 branco peão · f2 branco peão · g2 branco peão · h2 branco peão · a1 branco torre · c1 branco bispo · d1 branco rainha · e1 branco rei · h1 branco torre | a8 preto torre · c8 preto bispo · d8 preto rainha · e8 preto rei · h8 preto torre · a7 preto peão · b7 preto peão · c7 preto peão · d7 preto peão · f7 preto peão · g7 preto peão · h7 preto peão · c6 preto cavalo · b4 preto bispo · c4 branco bispo · d4 branco peão · e4 preto cavalo · c3 branco cavalo · f3 branco cavalo · a2 branco peão · b2 branco peão · f2 branco peão · g2 branco peão · h2 branco peão · a1 branco torre · c1 branco bispo · d1 branco rainha · e1 branco rei · h1 branco torre | a8 preto torre · c8 preto bispo · d8 preto rainha · e8 preto rei · h8 preto torre · a7 preto peão · b7 preto peão · c7 preto peão · d7 preto peão · f7 preto peão · g7 preto peão · h7 preto peão · c6 preto cavalo · b4 preto bispo · c4 branco bispo · d4 branco peão · e4 preto cavalo · c3 branco cavalo · f3 branco cavalo · a2 branco peão · b2 branco peão · f2 branco peão · g2 branco peão · h2 branco peão · a1 branco torre · c1 branco bispo · d1 branco rainha · e1 branco rei · h1 branco torre | 5 |
| 4 | a8 preto torre · c8 preto bispo · d8 preto rainha · e8 preto rei · h8 preto torre · a7 preto peão · b7 preto peão · c7 preto peão · d7 preto peão · f7 preto peão · g7 preto peão · h7 preto peão · c6 preto cavalo · b4 preto bispo · c4 branco bispo · d4 branco peão · e4 preto cavalo · c3 branco cavalo · f3 branco cavalo · a2 branco peão · b2 branco peão · f2 branco peão · g2 branco peão · h2 branco peão · a1 branco torre · c1 branco bispo · d1 branco rainha · e1 branco rei · h1 branco torre | a8 preto torre · c8 preto bispo · d8 preto rainha · e8 preto rei · h8 preto torre · a7 preto peão · b7 preto peão · c7 preto peão · d7 preto peão · f7 preto peão · g7 preto peão · h7 preto peão · c6 preto cavalo · b4 preto bispo · c4 branco bispo · d4 branco peão · e4 preto cavalo · c3 branco cavalo · f3 branco cavalo · a2 branco peão · b2 branco peão · f2 branco peão · g2 branco peão · h2 branco peão · a1 branco torre · c1 branco bispo · d1 branco rainha · e1 branco rei · h1 branco torre | a8 preto torre · c8 preto bispo · d8 preto rainha · e8 preto rei · h8 preto torre · a7 preto peão · b7 preto peão · c7 preto peão · d7 preto peão · f7 preto peão · g7 preto peão · h7 preto peão · c6 preto cavalo · b4 preto bispo · c4 branco bispo · d4 branco peão · e4 preto cavalo · c3 branco cavalo · f3 branco cavalo · a2 branco peão · b2 branco peão · f2 branco peão · g2 branco peão · h2 branco peão · a1 branco torre · c1 branco bispo · d1 branco rainha · e1 branco rei · h1 branco torre | a8 preto torre · c8 preto bispo · d8 preto rainha · e8 preto rei · h8 preto torre · a7 preto peão · b7 preto peão · c7 preto peão · d7 preto peão · f7 preto peão · g7 preto peão · h7 preto peão · c6 preto cavalo · b4 preto bispo · c4 branco bispo · d4 branco peão · e4 preto cavalo · c3 branco cavalo · f3 branco cavalo · a2 branco peão · b2 branco peão · f2 branco peão · g2 branco peão · h2 branco peão · a1 branco torre · c1 branco bispo · d1 branco rainha · e1 branco rei · h1 branco torre | a8 preto torre · c8 preto bispo · d8 preto rainha · e8 preto rei · h8 preto torre · a7 preto peão · b7 preto peão · c7 preto peão · d7 preto peão · f7 preto peão · g7 preto peão · h7 preto peão · c6 preto cavalo · b4 preto bispo · c4 branco bispo · d4 branco peão · e4 preto cavalo · c3 branco cavalo · f3 branco cavalo · a2 branco peão · b2 branco peão · f2 branco peão · g2 branco peão · h2 branco peão · a1 branco torre · c1 branco bispo · d1 branco rainha · e1 branco rei · h1 branco torre | a8 preto torre · c8 preto bispo · d8 preto rainha · e8 preto rei · h8 preto torre · a7 preto peão · b7 preto peão · c7 preto peão · d7 preto peão · f7 preto peão · g7 preto peão · h7 preto peão · c6 preto cavalo · b4 preto bispo · c4 branco bispo · d4 branco peão · e4 preto cavalo · c3 branco cavalo · f3 branco cavalo · a2 branco peão · b2 branco peão · f2 branco peão · g2 branco peão · h2 branco peão · a1 branco torre · c1 branco bispo · d1 branco rainha · e1 branco rei · h1 branco torre | a8 preto torre · c8 preto bispo · d8 preto rainha · e8 preto rei · h8 preto torre · a7 preto peão · b7 preto peão · c7 preto peão · d7 preto peão · f7 preto peão · g7 preto peão · h7 preto peão · c6 preto cavalo · b4 preto bispo · c4 branco bispo · d4 branco peão · e4 preto cavalo · c3 branco cavalo · f3 branco cavalo · a2 branco peão · b2 branco peão · f2 branco peão · g2 branco peão · h2 branco peão · a1 branco torre · c1 branco bispo · d1 branco rainha · e1 branco rei · h1 branco torre | a8 preto torre · c8 preto bispo · d8 preto rainha · e8 preto rei · h8 preto torre · a7 preto peão · b7 preto peão · c7 preto peão · d7 preto peão · f7 preto peão · g7 preto peão · h7 preto peão · c6 preto cavalo · b4 preto bispo · c4 branco bispo · d4 branco peão · e4 preto cavalo · c3 branco cavalo · f3 branco cavalo · a2 branco peão · b2 branco peão · f2 branco peão · g2 branco peão · h2 branco peão · a1 branco torre · c1 branco bispo · d1 branco rainha · e1 branco rei · h1 branco torre | 4 |
| 3 | a8 preto torre · c8 preto bispo · d8 preto rainha · e8 preto rei · h8 preto torre · a7 preto peão · b7 preto peão · c7 preto peão · d7 preto peão · f7 preto peão · g7 preto peão · h7 preto peão · c6 preto cavalo · b4 preto bispo · c4 branco bispo · d4 branco peão · e4 preto cavalo · c3 branco cavalo · f3 branco cavalo · a2 branco peão · b2 branco peão · f2 branco peão · g2 branco peão · h2 branco peão · a1 branco torre · c1 branco bispo · d1 branco rainha · e1 branco rei · h1 branco torre | a8 preto torre · c8 preto bispo · d8 preto rainha · e8 preto rei · h8 preto torre · a7 preto peão · b7 preto peão · c7 preto peão · d7 preto peão · f7 preto peão · g7 preto peão · h7 preto peão · c6 preto cavalo · b4 preto bispo · c4 branco bispo · d4 branco peão · e4 preto cavalo · c3 branco cavalo · f3 branco cavalo · a2 branco peão · b2 branco peão · f2 branco peão · g2 branco peão · h2 branco peão · a1 branco torre · c1 branco bispo · d1 branco rainha · e1 branco rei · h1 branco torre | a8 preto torre · c8 preto bispo · d8 preto rainha · e8 preto rei · h8 preto torre · a7 preto peão · b7 preto peão · c7 preto peão · d7 preto peão · f7 preto peão · g7 preto peão · h7 preto peão · c6 preto cavalo · b4 preto bispo · c4 branco bispo · d4 branco peão · e4 preto cavalo · c3 branco cavalo · f3 branco cavalo · a2 branco peão · b2 branco peão · f2 branco peão · g2 branco peão · h2 branco peão · a1 branco torre · c1 branco bispo · d1 branco rainha · e1 branco rei · h1 branco torre | a8 preto torre · c8 preto bispo · d8 preto rainha · e8 preto rei · h8 preto torre · a7 preto peão · b7 preto peão · c7 preto peão · d7 preto peão · f7 preto peão · g7 preto peão · h7 preto peão · c6 preto cavalo · b4 preto bispo · c4 branco bispo · d4 branco peão · e4 preto cavalo · c3 branco cavalo · f3 branco cavalo · a2 branco peão · b2 branco peão · f2 branco peão · g2 branco peão · h2 branco peão · a1 branco torre · c1 branco bispo · d1 branco rainha · e1 branco rei · h1 branco torre | a8 preto torre · c8 preto bispo · d8 preto rainha · e8 preto rei · h8 preto torre · a7 preto peão · b7 preto peão · c7 preto peão · d7 preto peão · f7 preto peão · g7 preto peão · h7 preto peão · c6 preto cavalo · b4 preto bispo · c4 branco bispo · d4 branco peão · e4 preto cavalo · c3 branco cavalo · f3 branco cavalo · a2 branco peão · b2 branco peão · f2 branco peão · g2 branco peão · h2 branco peão · a1 branco torre · c1 branco bispo · d1 branco rainha · e1 branco rei · h1 branco torre | a8 preto torre · c8 preto bispo · d8 preto rainha · e8 preto rei · h8 preto torre · a7 preto peão · b7 preto peão · c7 preto peão · d7 preto peão · f7 preto peão · g7 preto peão · h7 preto peão · c6 preto cavalo · b4 preto bispo · c4 branco bispo · d4 branco peão · e4 preto cavalo · c3 branco cavalo · f3 branco cavalo · a2 branco peão · b2 branco peão · f2 branco peão · g2 branco peão · h2 branco peão · a1 branco torre · c1 branco bispo · d1 branco rainha · e1 branco rei · h1 branco torre | a8 preto torre · c8 preto bispo · d8 preto rainha · e8 preto rei · h8 preto torre · a7 preto peão · b7 preto peão · c7 preto peão · d7 preto peão · f7 preto peão · g7 preto peão · h7 preto peão · c6 preto cavalo · b4 preto bispo · c4 branco bispo · d4 branco peão · e4 preto cavalo · c3 branco cavalo · f3 branco cavalo · a2 branco peão · b2 branco peão · f2 branco peão · g2 branco peão · h2 branco peão · a1 branco torre · c1 branco bispo · d1 branco rainha · e1 branco rei · h1 branco torre | a8 preto torre · c8 preto bispo · d8 preto rainha · e8 preto rei · h8 preto torre · a7 preto peão · b7 preto peão · c7 preto peão · d7 preto peão · f7 preto peão · g7 preto peão · h7 preto peão · c6 preto cavalo · b4 preto bispo · c4 branco bispo · d4 branco peão · e4 preto cavalo · c3 branco cavalo · f3 branco cavalo · a2 branco peão · b2 branco peão · f2 branco peão · g2 branco peão · h2 branco peão · a1 branco torre · c1 branco bispo · d1 branco rainha · e1 branco rei · h1 branco torre | 3 |
| 2 | a8 preto torre · c8 preto bispo · d8 preto rainha · e8 preto rei · h8 preto torre · a7 preto peão · b7 preto peão · c7 preto peão · d7 preto peão · f7 preto peão · g7 preto peão · h7 preto peão · c6 preto cavalo · b4 preto bispo · c4 branco bispo · d4 branco peão · e4 preto cavalo · c3 branco cavalo · f3 branco cavalo · a2 branco peão · b2 branco peão · f2 branco peão · g2 branco peão · h2 branco peão · a1 branco torre · c1 branco bispo · d1 branco rainha · e1 branco rei · h1 branco torre | a8 preto torre · c8 preto bispo · d8 preto rainha · e8 preto rei · h8 preto torre · a7 preto peão · b7 preto peão · c7 preto peão · d7 preto peão · f7 preto peão · g7 preto peão · h7 preto peão · c6 preto cavalo · b4 preto bispo · c4 branco bispo · d4 branco peão · e4 preto cavalo · c3 branco cavalo · f3 branco cavalo · a2 branco peão · b2 branco peão · f2 branco peão · g2 branco peão · h2 branco peão · a1 branco torre · c1 branco bispo · d1 branco rainha · e1 branco rei · h1 branco torre | a8 preto torre · c8 preto bispo · d8 preto rainha · e8 preto rei · h8 preto torre · a7 preto peão · b7 preto peão · c7 preto peão · d7 preto peão · f7 preto peão · g7 preto peão · h7 preto peão · c6 preto cavalo · b4 preto bispo · c4 branco bispo · d4 branco peão · e4 preto cavalo · c3 branco cavalo · f3 branco cavalo · a2 branco peão · b2 branco peão · f2 branco peão · g2 branco peão · h2 branco peão · a1 branco torre · c1 branco bispo · d1 branco rainha · e1 branco rei · h1 branco torre | a8 preto torre · c8 preto bispo · d8 preto rainha · e8 preto rei · h8 preto torre · a7 preto peão · b7 preto peão · c7 preto peão · d7 preto peão · f7 preto peão · g7 preto peão · h7 preto peão · c6 preto cavalo · b4 preto bispo · c4 branco bispo · d4 branco peão · e4 preto cavalo · c3 branco cavalo · f3 branco cavalo · a2 branco peão · b2 branco peão · f2 branco peão · g2 branco peão · h2 branco peão · a1 branco torre · c1 branco bispo · d1 branco rainha · e1 branco rei · h1 branco torre | a8 preto torre · c8 preto bispo · d8 preto rainha · e8 preto rei · h8 preto torre · a7 preto peão · b7 preto peão · c7 preto peão · d7 preto peão · f7 preto peão · g7 preto peão · h7 preto peão · c6 preto cavalo · b4 preto bispo · c4 branco bispo · d4 branco peão · e4 preto cavalo · c3 branco cavalo · f3 branco cavalo · a2 branco peão · b2 branco peão · f2 branco peão · g2 branco peão · h2 branco peão · a1 branco torre · c1 branco bispo · d1 branco rainha · e1 branco rei · h1 branco torre | a8 preto torre · c8 preto bispo · d8 preto rainha · e8 preto rei · h8 preto torre · a7 preto peão · b7 preto peão · c7 preto peão · d7 preto peão · f7 preto peão · g7 preto peão · h7 preto peão · c6 preto cavalo · b4 preto bispo · c4 branco bispo · d4 branco peão · e4 preto cavalo · c3 branco cavalo · f3 branco cavalo · a2 branco peão · b2 branco peão · f2 branco peão · g2 branco peão · h2 branco peão · a1 branco torre · c1 branco bispo · d1 branco rainha · e1 branco rei · h1 branco torre | a8 preto torre · c8 preto bispo · d8 preto rainha · e8 preto rei · h8 preto torre · a7 preto peão · b7 preto peão · c7 preto peão · d7 preto peão · f7 preto peão · g7 preto peão · h7 preto peão · c6 preto cavalo · b4 preto bispo · c4 branco bispo · d4 branco peão · e4 preto cavalo · c3 branco cavalo · f3 branco cavalo · a2 branco peão · b2 branco peão · f2 branco peão · g2 branco peão · h2 branco peão · a1 branco torre · c1 branco bispo · d1 branco rainha · e1 branco rei · h1 branco torre | a8 preto torre · c8 preto bispo · d8 preto rainha · e8 preto rei · h8 preto torre · a7 preto peão · b7 preto peão · c7 preto peão · d7 preto peão · f7 preto peão · g7 preto peão · h7 preto peão · c6 preto cavalo · b4 preto bispo · c4 branco bispo · d4 branco peão · e4 preto cavalo · c3 branco cavalo · f3 branco cavalo · a2 branco peão · b2 branco peão · f2 branco peão · g2 branco peão · h2 branco peão · a1 branco torre · c1 branco bispo · d1 branco rainha · e1 branco rei · h1 branco torre | 2 |
| 1 | a8 preto torre · c8 preto bispo · d8 preto rainha · e8 preto rei · h8 preto torre · a7 preto peão · b7 preto peão · c7 preto peão · d7 preto peão · f7 preto peão · g7 preto peão · h7 preto peão · c6 preto cavalo · b4 preto bispo · c4 branco bispo · d4 branco peão · e4 preto cavalo · c3 branco cavalo · f3 branco cavalo · a2 branco peão · b2 branco peão · f2 branco peão · g2 branco peão · h2 branco peão · a1 branco torre · c1 branco bispo · d1 branco rainha · e1 branco rei · h1 branco torre | a8 preto torre · c8 preto bispo · d8 preto rainha · e8 preto rei · h8 preto torre · a7 preto peão · b7 preto peão · c7 preto peão · d7 preto peão · f7 preto peão · g7 preto peão · h7 preto peão · c6 preto cavalo · b4 preto bispo · c4 branco bispo · d4 branco peão · e4 preto cavalo · c3 branco cavalo · f3 branco cavalo · a2 branco peão · b2 branco peão · f2 branco peão · g2 branco peão · h2 branco peão · a1 branco torre · c1 branco bispo · d1 branco rainha · e1 branco rei · h1 branco torre | a8 preto torre · c8 preto bispo · d8 preto rainha · e8 preto rei · h8 preto torre · a7 preto peão · b7 preto peão · c7 preto peão · d7 preto peão · f7 preto peão · g7 preto peão · h7 preto peão · c6 preto cavalo · b4 preto bispo · c4 branco bispo · d4 branco peão · e4 preto cavalo · c3 branco cavalo · f3 branco cavalo · a2 branco peão · b2 branco peão · f2 branco peão · g2 branco peão · h2 branco peão · a1 branco torre · c1 branco bispo · d1 branco rainha · e1 branco rei · h1 branco torre | a8 preto torre · c8 preto bispo · d8 preto rainha · e8 preto rei · h8 preto torre · a7 preto peão · b7 preto peão · c7 preto peão · d7 preto peão · f7 preto peão · g7 preto peão · h7 preto peão · c6 preto cavalo · b4 preto bispo · c4 branco bispo · d4 branco peão · e4 preto cavalo · c3 branco cavalo · f3 branco cavalo · a2 branco peão · b2 branco peão · f2 branco peão · g2 branco peão · h2 branco peão · a1 branco torre · c1 branco bispo · d1 branco rainha · e1 branco rei · h1 branco torre | a8 preto torre · c8 preto bispo · d8 preto rainha · e8 preto rei · h8 preto torre · a7 preto peão · b7 preto peão · c7 preto peão · d7 preto peão · f7 preto peão · g7 preto peão · h7 preto peão · c6 preto cavalo · b4 preto bispo · c4 branco bispo · d4 branco peão · e4 preto cavalo · c3 branco cavalo · f3 branco cavalo · a2 branco peão · b2 branco peão · f2 branco peão · g2 branco peão · h2 branco peão · a1 branco torre · c1 branco bispo · d1 branco rainha · e1 branco rei · h1 branco torre | a8 preto torre · c8 preto bispo · d8 preto rainha · e8 preto rei · h8 preto torre · a7 preto peão · b7 preto peão · c7 preto peão · d7 preto peão · f7 preto peão · g7 preto peão · h7 preto peão · c6 preto cavalo · b4 preto bispo · c4 branco bispo · d4 branco peão · e4 preto cavalo · c3 branco cavalo · f3 branco cavalo · a2 branco peão · b2 branco peão · f2 branco peão · g2 branco peão · h2 branco peão · a1 branco torre · c1 branco bispo · d1 branco rainha · e1 branco rei · h1 branco torre | a8 preto torre · c8 preto bispo · d8 preto rainha · e8 preto rei · h8 preto torre · a7 preto peão · b7 preto peão · c7 preto peão · d7 preto peão · f7 preto peão · g7 preto peão · h7 preto peão · c6 preto cavalo · b4 preto bispo · c4 branco bispo · d4 branco peão · e4 preto cavalo · c3 branco cavalo · f3 branco cavalo · a2 branco peão · b2 branco peão · f2 branco peão · g2 branco peão · h2 branco peão · a1 branco torre · c1 branco bispo · d1 branco rainha · e1 branco rei · h1 branco torre | a8 preto torre · c8 preto bispo · d8 preto rainha · e8 preto rei · h8 preto torre · a7 preto peão · b7 preto peão · c7 preto peão · d7 preto peão · f7 preto peão · g7 preto peão · h7 preto peão · c6 preto cavalo · b4 preto bispo · c4 branco bispo · d4 branco peão · e4 preto cavalo · c3 branco cavalo · f3 branco cavalo · a2 branco peão · b2 branco peão · f2 branco peão · g2 branco peão · h2 branco peão · a1 branco torre · c1 branco bispo · d1 branco rainha · e1 branco rei · h1 branco torre | 1 |
|   | a | b | c | d | e | f | g | h |   |

#### Ataque Greco
Uma outra possibilidade de resposta das pretas, mais agressiva, é 4...Cf6. Essa jogada foi analisada por Greco no século XVII. No Ataque Greco, as brancas sacrificam peças visando criar uma armadilha. O jogo continua
4. c3 Cf6
5. d4 exd4
6. cxd4 Bb4+
7. Cc3 Cxe4
Greco encorajava um ataque sobre a torre da rainha das brancas, com 8.0-0, permitindo 8...Cxc3!? 9.bxc3 Bxc3 10.Db3; se as pretas capturarem a torre branca com 10...Bxa1, as brancas ganham a rainha preta com 11.Bxf7+ Rf8 12.Bg5 Ce7 13.Te1. Esta armadilha atualmente é bastante conhecida, e as pretas podem evítá-la jogando 8...Bxc3. Após 8...Cxc3 9.bxc3 o melhor é 9...d5! 10.cxb4 dxc4 11.Te1+ Ce7 12.Da4+! Bd7 13.b5 0-0 14.Dxc4 Cg6!
|   | a | b | c | d | e | f | g | h |   |
| 8 | a8 preto torre · f8 preto torre · g8 preto rei · a7 preto peão · b7 branco rainha · c7 preto peão · d7 preto rainha · e7 preto cavalo · f7 preto peão · g7 preto peão · d6 preto peão · h6 preto peão · d5 branco peão · g5 branco cavalo · e4 branco torre · a2 branco peão · b2 branco peão · f2 branco peão · g2 branco peão · h2 branco peão · a1 branco torre · g1 branco rei | a8 preto torre · f8 preto torre · g8 preto rei · a7 preto peão · b7 branco rainha · c7 preto peão · d7 preto rainha · e7 preto cavalo · f7 preto peão · g7 preto peão · d6 preto peão · h6 preto peão · d5 branco peão · g5 branco cavalo · e4 branco torre · a2 branco peão · b2 branco peão · f2 branco peão · g2 branco peão · h2 branco peão · a1 branco torre · g1 branco rei | a8 preto torre · f8 preto torre · g8 preto rei · a7 preto peão · b7 branco rainha · c7 preto peão · d7 preto rainha · e7 preto cavalo · f7 preto peão · g7 preto peão · d6 preto peão · h6 preto peão · d5 branco peão · g5 branco cavalo · e4 branco torre · a2 branco peão · b2 branco peão · f2 branco peão · g2 branco peão · h2 branco peão · a1 branco torre · g1 branco rei | a8 preto torre · f8 preto torre · g8 preto rei · a7 preto peão · b7 branco rainha · c7 preto peão · d7 preto rainha · e7 preto cavalo · f7 preto peão · g7 preto peão · d6 preto peão · h6 preto peão · d5 branco peão · g5 branco cavalo · e4 branco torre · a2 branco peão · b2 branco peão · f2 branco peão · g2 branco peão · h2 branco peão · a1 branco torre · g1 branco rei | a8 preto torre · f8 preto torre · g8 preto rei · a7 preto peão · b7 branco rainha · c7 preto peão · d7 preto rainha · e7 preto cavalo · f7 preto peão · g7 preto peão · d6 preto peão · h6 preto peão · d5 branco peão · g5 branco cavalo · e4 branco torre · a2 branco peão · b2 branco peão · f2 branco peão · g2 branco peão · h2 branco peão · a1 branco torre · g1 branco rei | a8 preto torre · f8 preto torre · g8 preto rei · a7 preto peão · b7 branco rainha · c7 preto peão · d7 preto rainha · e7 preto cavalo · f7 preto peão · g7 preto peão · d6 preto peão · h6 preto peão · d5 branco peão · g5 branco cavalo · e4 branco torre · a2 branco peão · b2 branco peão · f2 branco peão · g2 branco peão · h2 branco peão · a1 branco torre · g1 branco rei | a8 preto torre · f8 preto torre · g8 preto rei · a7 preto peão · b7 branco rainha · c7 preto peão · d7 preto rainha · e7 preto cavalo · f7 preto peão · g7 preto peão · d6 preto peão · h6 preto peão · d5 branco peão · g5 branco cavalo · e4 branco torre · a2 branco peão · b2 branco peão · f2 branco peão · g2 branco peão · h2 branco peão · a1 branco torre · g1 branco rei | a8 preto torre · f8 preto torre · g8 preto rei · a7 preto peão · b7 branco rainha · c7 preto peão · d7 preto rainha · e7 preto cavalo · f7 preto peão · g7 preto peão · d6 preto peão · h6 preto peão · d5 branco peão · g5 branco cavalo · e4 branco torre · a2 branco peão · b2 branco peão · f2 branco peão · g2 branco peão · h2 branco peão · a1 branco torre · g1 branco rei | 8 |
| 7 | a8 preto torre · f8 preto torre · g8 preto rei · a7 preto peão · b7 branco rainha · c7 preto peão · d7 preto rainha · e7 preto cavalo · f7 preto peão · g7 preto peão · d6 preto peão · h6 preto peão · d5 branco peão · g5 branco cavalo · e4 branco torre · a2 branco peão · b2 branco peão · f2 branco peão · g2 branco peão · h2 branco peão · a1 branco torre · g1 branco rei | a8 preto torre · f8 preto torre · g8 preto rei · a7 preto peão · b7 branco rainha · c7 preto peão · d7 preto rainha · e7 preto cavalo · f7 preto peão · g7 preto peão · d6 preto peão · h6 preto peão · d5 branco peão · g5 branco cavalo · e4 branco torre · a2 branco peão · b2 branco peão · f2 branco peão · g2 branco peão · h2 branco peão · a1 branco torre · g1 branco rei | a8 preto torre · f8 preto torre · g8 preto rei · a7 preto peão · b7 branco rainha · c7 preto peão · d7 preto rainha · e7 preto cavalo · f7 preto peão · g7 preto peão · d6 preto peão · h6 preto peão · d5 branco peão · g5 branco cavalo · e4 branco torre · a2 branco peão · b2 branco peão · f2 branco peão · g2 branco peão · h2 branco peão · a1 branco torre · g1 branco rei | a8 preto torre · f8 preto torre · g8 preto rei · a7 preto peão · b7 branco rainha · c7 preto peão · d7 preto rainha · e7 preto cavalo · f7 preto peão · g7 preto peão · d6 preto peão · h6 preto peão · d5 branco peão · g5 branco cavalo · e4 branco torre · a2 branco peão · b2 branco peão · f2 branco peão · g2 branco peão · h2 branco peão · a1 branco torre · g1 branco rei | a8 preto torre · f8 preto torre · g8 preto rei · a7 preto peão · b7 branco rainha · c7 preto peão · d7 preto rainha · e7 preto cavalo · f7 preto peão · g7 preto peão · d6 preto peão · h6 preto peão · d5 branco peão · g5 branco cavalo · e4 branco torre · a2 branco peão · b2 branco peão · f2 branco peão · g2 branco peão · h2 branco peão · a1 branco torre · g1 branco rei | a8 preto torre · f8 preto torre · g8 preto rei · a7 preto peão · b7 branco rainha · c7 preto peão · d7 preto rainha · e7 preto cavalo · f7 preto peão · g7 preto peão · d6 preto peão · h6 preto peão · d5 branco peão · g5 branco cavalo · e4 branco torre · a2 branco peão · b2 branco peão · f2 branco peão · g2 branco peão · h2 branco peão · a1 branco torre · g1 branco rei | a8 preto torre · f8 preto torre · g8 preto rei · a7 preto peão · b7 branco rainha · c7 preto peão · d7 preto rainha · e7 preto cavalo · f7 preto peão · g7 preto peão · d6 preto peão · h6 preto peão · d5 branco peão · g5 branco cavalo · e4 branco torre · a2 branco peão · b2 branco peão · f2 branco peão · g2 branco peão · h2 branco peão · a1 branco torre · g1 branco rei | a8 preto torre · f8 preto torre · g8 preto rei · a7 preto peão · b7 branco rainha · c7 preto peão · d7 preto rainha · e7 preto cavalo · f7 preto peão · g7 preto peão · d6 preto peão · h6 preto peão · d5 branco peão · g5 branco cavalo · e4 branco torre · a2 branco peão · b2 branco peão · f2 branco peão · g2 branco peão · h2 branco peão · a1 branco torre · g1 branco rei | 7 |
| 6 | a8 preto torre · f8 preto torre · g8 preto rei · a7 preto peão · b7 branco rainha · c7 preto peão · d7 preto rainha · e7 preto cavalo · f7 preto peão · g7 preto peão · d6 preto peão · h6 preto peão · d5 branco peão · g5 branco cavalo · e4 branco torre · a2 branco peão · b2 branco peão · f2 branco peão · g2 branco peão · h2 branco peão · a1 branco torre · g1 branco rei | a8 preto torre · f8 preto torre · g8 preto rei · a7 preto peão · b7 branco rainha · c7 preto peão · d7 preto rainha · e7 preto cavalo · f7 preto peão · g7 preto peão · d6 preto peão · h6 preto peão · d5 branco peão · g5 branco cavalo · e4 branco torre · a2 branco peão · b2 branco peão · f2 branco peão · g2 branco peão · h2 branco peão · a1 branco torre · g1 branco rei | a8 preto torre · f8 preto torre · g8 preto rei · a7 preto peão · b7 branco rainha · c7 preto peão · d7 preto rainha · e7 preto cavalo · f7 preto peão · g7 preto peão · d6 preto peão · h6 preto peão · d5 branco peão · g5 branco cavalo · e4 branco torre · a2 branco peão · b2 branco peão · f2 branco peão · g2 branco peão · h2 branco peão · a1 branco torre · g1 branco rei | a8 preto torre · f8 preto torre · g8 preto rei · a7 preto peão · b7 branco rainha · c7 preto peão · d7 preto rainha · e7 preto cavalo · f7 preto peão · g7 preto peão · d6 preto peão · h6 preto peão · d5 branco peão · g5 branco cavalo · e4 branco torre · a2 branco peão · b2 branco peão · f2 branco peão · g2 branco peão · h2 branco peão · a1 branco torre · g1 branco rei | a8 preto torre · f8 preto torre · g8 preto rei · a7 preto peão · b7 branco rainha · c7 preto peão · d7 preto rainha · e7 preto cavalo · f7 preto peão · g7 preto peão · d6 preto peão · h6 preto peão · d5 branco peão · g5 branco cavalo · e4 branco torre · a2 branco peão · b2 branco peão · f2 branco peão · g2 branco peão · h2 branco peão · a1 branco torre · g1 branco rei | a8 preto torre · f8 preto torre · g8 preto rei · a7 preto peão · b7 branco rainha · c7 preto peão · d7 preto rainha · e7 preto cavalo · f7 preto peão · g7 preto peão · d6 preto peão · h6 preto peão · d5 branco peão · g5 branco cavalo · e4 branco torre · a2 branco peão · b2 branco peão · f2 branco peão · g2 branco peão · h2 branco peão · a1 branco torre · g1 branco rei | a8 preto torre · f8 preto torre · g8 preto rei · a7 preto peão · b7 branco rainha · c7 preto peão · d7 preto rainha · e7 preto cavalo · f7 preto peão · g7 preto peão · d6 preto peão · h6 preto peão · d5 branco peão · g5 branco cavalo · e4 branco torre · a2 branco peão · b2 branco peão · f2 branco peão · g2 branco peão · h2 branco peão · a1 branco torre · g1 branco rei | a8 preto torre · f8 preto torre · g8 preto rei · a7 preto peão · b7 branco rainha · c7 preto peão · d7 preto rainha · e7 preto cavalo · f7 preto peão · g7 preto peão · d6 preto peão · h6 preto peão · d5 branco peão · g5 branco cavalo · e4 branco torre · a2 branco peão · b2 branco peão · f2 branco peão · g2 branco peão · h2 branco peão · a1 branco torre · g1 branco rei | 6 |
| 5 | a8 preto torre · f8 preto torre · g8 preto rei · a7 preto peão · b7 branco rainha · c7 preto peão · d7 preto rainha · e7 preto cavalo · f7 preto peão · g7 preto peão · d6 preto peão · h6 preto peão · d5 branco peão · g5 branco cavalo · e4 branco torre · a2 branco peão · b2 branco peão · f2 branco peão · g2 branco peão · h2 branco peão · a1 branco torre · g1 branco rei | a8 preto torre · f8 preto torre · g8 preto rei · a7 preto peão · b7 branco rainha · c7 preto peão · d7 preto rainha · e7 preto cavalo · f7 preto peão · g7 preto peão · d6 preto peão · h6 preto peão · d5 branco peão · g5 branco cavalo · e4 branco torre · a2 branco peão · b2 branco peão · f2 branco peão · g2 branco peão · h2 branco peão · a1 branco torre · g1 branco rei | a8 preto torre · f8 preto torre · g8 preto rei · a7 preto peão · b7 branco rainha · c7 preto peão · d7 preto rainha · e7 preto cavalo · f7 preto peão · g7 preto peão · d6 preto peão · h6 preto peão · d5 branco peão · g5 branco cavalo · e4 branco torre · a2 branco peão · b2 branco peão · f2 branco peão · g2 branco peão · h2 branco peão · a1 branco torre · g1 branco rei | a8 preto torre · f8 preto torre · g8 preto rei · a7 preto peão · b7 branco rainha · c7 preto peão · d7 preto rainha · e7 preto cavalo · f7 preto peão · g7 preto peão · d6 preto peão · h6 preto peão · d5 branco peão · g5 branco cavalo · e4 branco torre · a2 branco peão · b2 branco peão · f2 branco peão · g2 branco peão · h2 branco peão · a1 branco torre · g1 branco rei | a8 preto torre · f8 preto torre · g8 preto rei · a7 preto peão · b7 branco rainha · c7 preto peão · d7 preto rainha · e7 preto cavalo · f7 preto peão · g7 preto peão · d6 preto peão · h6 preto peão · d5 branco peão · g5 branco cavalo · e4 branco torre · a2 branco peão · b2 branco peão · f2 branco peão · g2 branco peão · h2 branco peão · a1 branco torre · g1 branco rei | a8 preto torre · f8 preto torre · g8 preto rei · a7 preto peão · b7 branco rainha · c7 preto peão · d7 preto rainha · e7 preto cavalo · f7 preto peão · g7 preto peão · d6 preto peão · h6 preto peão · d5 branco peão · g5 branco cavalo · e4 branco torre · a2 branco peão · b2 branco peão · f2 branco peão · g2 branco peão · h2 branco peão · a1 branco torre · g1 branco rei | a8 preto torre · f8 preto torre · g8 preto rei · a7 preto peão · b7 branco rainha · c7 preto peão · d7 preto rainha · e7 preto cavalo · f7 preto peão · g7 preto peão · d6 preto peão · h6 preto peão · d5 branco peão · g5 branco cavalo · e4 branco torre · a2 branco peão · b2 branco peão · f2 branco peão · g2 branco peão · h2 branco peão · a1 branco torre · g1 branco rei | a8 preto torre · f8 preto torre · g8 preto rei · a7 preto peão · b7 branco rainha · c7 preto peão · d7 preto rainha · e7 preto cavalo · f7 preto peão · g7 preto peão · d6 preto peão · h6 preto peão · d5 branco peão · g5 branco cavalo · e4 branco torre · a2 branco peão · b2 branco peão · f2 branco peão · g2 branco peão · h2 branco peão · a1 branco torre · g1 branco rei | 5 |
| 4 | a8 preto torre · f8 preto torre · g8 preto rei · a7 preto peão · b7 branco rainha · c7 preto peão · d7 preto rainha · e7 preto cavalo · f7 preto peão · g7 preto peão · d6 preto peão · h6 preto peão · d5 branco peão · g5 branco cavalo · e4 branco torre · a2 branco peão · b2 branco peão · f2 branco peão · g2 branco peão · h2 branco peão · a1 branco torre · g1 branco rei | a8 preto torre · f8 preto torre · g8 preto rei · a7 preto peão · b7 branco rainha · c7 preto peão · d7 preto rainha · e7 preto cavalo · f7 preto peão · g7 preto peão · d6 preto peão · h6 preto peão · d5 branco peão · g5 branco cavalo · e4 branco torre · a2 branco peão · b2 branco peão · f2 branco peão · g2 branco peão · h2 branco peão · a1 branco torre · g1 branco rei | a8 preto torre · f8 preto torre · g8 preto rei · a7 preto peão · b7 branco rainha · c7 preto peão · d7 preto rainha · e7 preto cavalo · f7 preto peão · g7 preto peão · d6 preto peão · h6 preto peão · d5 branco peão · g5 branco cavalo · e4 branco torre · a2 branco peão · b2 branco peão · f2 branco peão · g2 branco peão · h2 branco peão · a1 branco torre · g1 branco rei | a8 preto torre · f8 preto torre · g8 preto rei · a7 preto peão · b7 branco rainha · c7 preto peão · d7 preto rainha · e7 preto cavalo · f7 preto peão · g7 preto peão · d6 preto peão · h6 preto peão · d5 branco peão · g5 branco cavalo · e4 branco torre · a2 branco peão · b2 branco peão · f2 branco peão · g2 branco peão · h2 branco peão · a1 branco torre · g1 branco rei | a8 preto torre · f8 preto torre · g8 preto rei · a7 preto peão · b7 branco rainha · c7 preto peão · d7 preto rainha · e7 preto cavalo · f7 preto peão · g7 preto peão · d6 preto peão · h6 preto peão · d5 branco peão · g5 branco cavalo · e4 branco torre · a2 branco peão · b2 branco peão · f2 branco peão · g2 branco peão · h2 branco peão · a1 branco torre · g1 branco rei | a8 preto torre · f8 preto torre · g8 preto rei · a7 preto peão · b7 branco rainha · c7 preto peão · d7 preto rainha · e7 preto cavalo · f7 preto peão · g7 preto peão · d6 preto peão · h6 preto peão · d5 branco peão · g5 branco cavalo · e4 branco torre · a2 branco peão · b2 branco peão · f2 branco peão · g2 branco peão · h2 branco peão · a1 branco torre · g1 branco rei | a8 preto torre · f8 preto torre · g8 preto rei · a7 preto peão · b7 branco rainha · c7 preto peão · d7 preto rainha · e7 preto cavalo · f7 preto peão · g7 preto peão · d6 preto peão · h6 preto peão · d5 branco peão · g5 branco cavalo · e4 branco torre · a2 branco peão · b2 branco peão · f2 branco peão · g2 branco peão · h2 branco peão · a1 branco torre · g1 branco rei | a8 preto torre · f8 preto torre · g8 preto rei · a7 preto peão · b7 branco rainha · c7 preto peão · d7 preto rainha · e7 preto cavalo · f7 preto peão · g7 preto peão · d6 preto peão · h6 preto peão · d5 branco peão · g5 branco cavalo · e4 branco torre · a2 branco peão · b2 branco peão · f2 branco peão · g2 branco peão · h2 branco peão · a1 branco torre · g1 branco rei | 4 |
| 3 | a8 preto torre · f8 preto torre · g8 preto rei · a7 preto peão · b7 branco rainha · c7 preto peão · d7 preto rainha · e7 preto cavalo · f7 preto peão · g7 preto peão · d6 preto peão · h6 preto peão · d5 branco peão · g5 branco cavalo · e4 branco torre · a2 branco peão · b2 branco peão · f2 branco peão · g2 branco peão · h2 branco peão · a1 branco torre · g1 branco rei | a8 preto torre · f8 preto torre · g8 preto rei · a7 preto peão · b7 branco rainha · c7 preto peão · d7 preto rainha · e7 preto cavalo · f7 preto peão · g7 preto peão · d6 preto peão · h6 preto peão · d5 branco peão · g5 branco cavalo · e4 branco torre · a2 branco peão · b2 branco peão · f2 branco peão · g2 branco peão · h2 branco peão · a1 branco torre · g1 branco rei | a8 preto torre · f8 preto torre · g8 preto rei · a7 preto peão · b7 branco rainha · c7 preto peão · d7 preto rainha · e7 preto cavalo · f7 preto peão · g7 preto peão · d6 preto peão · h6 preto peão · d5 branco peão · g5 branco cavalo · e4 branco torre · a2 branco peão · b2 branco peão · f2 branco peão · g2 branco peão · h2 branco peão · a1 branco torre · g1 branco rei | a8 preto torre · f8 preto torre · g8 preto rei · a7 preto peão · b7 branco rainha · c7 preto peão · d7 preto rainha · e7 preto cavalo · f7 preto peão · g7 preto peão · d6 preto peão · h6 preto peão · d5 branco peão · g5 branco cavalo · e4 branco torre · a2 branco peão · b2 branco peão · f2 branco peão · g2 branco peão · h2 branco peão · a1 branco torre · g1 branco rei | a8 preto torre · f8 preto torre · g8 preto rei · a7 preto peão · b7 branco rainha · c7 preto peão · d7 preto rainha · e7 preto cavalo · f7 preto peão · g7 preto peão · d6 preto peão · h6 preto peão · d5 branco peão · g5 branco cavalo · e4 branco torre · a2 branco peão · b2 branco peão · f2 branco peão · g2 branco peão · h2 branco peão · a1 branco torre · g1 branco rei | a8 preto torre · f8 preto torre · g8 preto rei · a7 preto peão · b7 branco rainha · c7 preto peão · d7 preto rainha · e7 preto cavalo · f7 preto peão · g7 preto peão · d6 preto peão · h6 preto peão · d5 branco peão · g5 branco cavalo · e4 branco torre · a2 branco peão · b2 branco peão · f2 branco peão · g2 branco peão · h2 branco peão · a1 branco torre · g1 branco rei | a8 preto torre · f8 preto torre · g8 preto rei · a7 preto peão · b7 branco rainha · c7 preto peão · d7 preto rainha · e7 preto cavalo · f7 preto peão · g7 preto peão · d6 preto peão · h6 preto peão · d5 branco peão · g5 branco cavalo · e4 branco torre · a2 branco peão · b2 branco peão · f2 branco peão · g2 branco peão · h2 branco peão · a1 branco torre · g1 branco rei | a8 preto torre · f8 preto torre · g8 preto rei · a7 preto peão · b7 branco rainha · c7 preto peão · d7 preto rainha · e7 preto cavalo · f7 preto peão · g7 preto peão · d6 preto peão · h6 preto peão · d5 branco peão · g5 branco cavalo · e4 branco torre · a2 branco peão · b2 branco peão · f2 branco peão · g2 branco peão · h2 branco peão · a1 branco torre · g1 branco rei | 3 |
| 2 | a8 preto torre · f8 preto torre · g8 preto rei · a7 preto peão · b7 branco rainha · c7 preto peão · d7 preto rainha · e7 preto cavalo · f7 preto peão · g7 preto peão · d6 preto peão · h6 preto peão · d5 branco peão · g5 branco cavalo · e4 branco torre · a2 branco peão · b2 branco peão · f2 branco peão · g2 branco peão · h2 branco peão · a1 branco torre · g1 branco rei | a8 preto torre · f8 preto torre · g8 preto rei · a7 preto peão · b7 branco rainha · c7 preto peão · d7 preto rainha · e7 preto cavalo · f7 preto peão · g7 preto peão · d6 preto peão · h6 preto peão · d5 branco peão · g5 branco cavalo · e4 branco torre · a2 branco peão · b2 branco peão · f2 branco peão · g2 branco peão · h2 branco peão · a1 branco torre · g1 branco rei | a8 preto torre · f8 preto torre · g8 preto rei · a7 preto peão · b7 branco rainha · c7 preto peão · d7 preto rainha · e7 preto cavalo · f7 preto peão · g7 preto peão · d6 preto peão · h6 preto peão · d5 branco peão · g5 branco cavalo · e4 branco torre · a2 branco peão · b2 branco peão · f2 branco peão · g2 branco peão · h2 branco peão · a1 branco torre · g1 branco rei | a8 preto torre · f8 preto torre · g8 preto rei · a7 preto peão · b7 branco rainha · c7 preto peão · d7 preto rainha · e7 preto cavalo · f7 preto peão · g7 preto peão · d6 preto peão · h6 preto peão · d5 branco peão · g5 branco cavalo · e4 branco torre · a2 branco peão · b2 branco peão · f2 branco peão · g2 branco peão · h2 branco peão · a1 branco torre · g1 branco rei | a8 preto torre · f8 preto torre · g8 preto rei · a7 preto peão · b7 branco rainha · c7 preto peão · d7 preto rainha · e7 preto cavalo · f7 preto peão · g7 preto peão · d6 preto peão · h6 preto peão · d5 branco peão · g5 branco cavalo · e4 branco torre · a2 branco peão · b2 branco peão · f2 branco peão · g2 branco peão · h2 branco peão · a1 branco torre · g1 branco rei | a8 preto torre · f8 preto torre · g8 preto rei · a7 preto peão · b7 branco rainha · c7 preto peão · d7 preto rainha · e7 preto cavalo · f7 preto peão · g7 preto peão · d6 preto peão · h6 preto peão · d5 branco peão · g5 branco cavalo · e4 branco torre · a2 branco peão · b2 branco peão · f2 branco peão · g2 branco peão · h2 branco peão · a1 branco torre · g1 branco rei | a8 preto torre · f8 preto torre · g8 preto rei · a7 preto peão · b7 branco rainha · c7 preto peão · d7 preto rainha · e7 preto cavalo · f7 preto peão · g7 preto peão · d6 preto peão · h6 preto peão · d5 branco peão · g5 branco cavalo · e4 branco torre · a2 branco peão · b2 branco peão · f2 branco peão · g2 branco peão · h2 branco peão · a1 branco torre · g1 branco rei | a8 preto torre · f8 preto torre · g8 preto rei · a7 preto peão · b7 branco rainha · c7 preto peão · d7 preto rainha · e7 preto cavalo · f7 preto peão · g7 preto peão · d6 preto peão · h6 preto peão · d5 branco peão · g5 branco cavalo · e4 branco torre · a2 branco peão · b2 branco peão · f2 branco peão · g2 branco peão · h2 branco peão · a1 branco torre · g1 branco rei | 2 |
| 1 | a8 preto torre · f8 preto torre · g8 preto rei · a7 preto peão · b7 branco rainha · c7 preto peão · d7 preto rainha · e7 preto cavalo · f7 preto peão · g7 preto peão · d6 preto peão · h6 preto peão · d5 branco peão · g5 branco cavalo · e4 branco torre · a2 branco peão · b2 branco peão · f2 branco peão · g2 branco peão · h2 branco peão · a1 branco torre · g1 branco rei | a8 preto torre · f8 preto torre · g8 preto rei · a7 preto peão · b7 branco rainha · c7 preto peão · d7 preto rainha · e7 preto cavalo · f7 preto peão · g7 preto peão · d6 preto peão · h6 preto peão · d5 branco peão · g5 branco cavalo · e4 branco torre · a2 branco peão · b2 branco peão · f2 branco peão · g2 branco peão · h2 branco peão · a1 branco torre · g1 branco rei | a8 preto torre · f8 preto torre · g8 preto rei · a7 preto peão · b7 branco rainha · c7 preto peão · d7 preto rainha · e7 preto cavalo · f7 preto peão · g7 preto peão · d6 preto peão · h6 preto peão · d5 branco peão · g5 branco cavalo · e4 branco torre · a2 branco peão · b2 branco peão · f2 branco peão · g2 branco peão · h2 branco peão · a1 branco torre · g1 branco rei | a8 preto torre · f8 preto torre · g8 preto rei · a7 preto peão · b7 branco rainha · c7 preto peão · d7 preto rainha · e7 preto cavalo · f7 preto peão · g7 preto peão · d6 preto peão · h6 preto peão · d5 branco peão · g5 branco cavalo · e4 branco torre · a2 branco peão · b2 branco peão · f2 branco peão · g2 branco peão · h2 branco peão · a1 branco torre · g1 branco rei | a8 preto torre · f8 preto torre · g8 preto rei · a7 preto peão · b7 branco rainha · c7 preto peão · d7 preto rainha · e7 preto cavalo · f7 preto peão · g7 preto peão · d6 preto peão · h6 preto peão · d5 branco peão · g5 branco cavalo · e4 branco torre · a2 branco peão · b2 branco peão · f2 branco peão · g2 branco peão · h2 branco peão · a1 branco torre · g1 branco rei | a8 preto torre · f8 preto torre · g8 preto rei · a7 preto peão · b7 branco rainha · c7 preto peão · d7 preto rainha · e7 preto cavalo · f7 preto peão · g7 preto peão · d6 preto peão · h6 preto peão · d5 branco peão · g5 branco cavalo · e4 branco torre · a2 branco peão · b2 branco peão · f2 branco peão · g2 branco peão · h2 branco peão · a1 branco torre · g1 branco rei | a8 preto torre · f8 preto torre · g8 preto rei · a7 preto peão · b7 branco rainha · c7 preto peão · d7 preto rainha · e7 preto cavalo · f7 preto peão · g7 preto peão · d6 preto peão · h6 preto peão · d5 branco peão · g5 branco cavalo · e4 branco torre · a2 branco peão · b2 branco peão · f2 branco peão · g2 branco peão · h2 branco peão · a1 branco torre · g1 branco rei | a8 preto torre · f8 preto torre · g8 preto rei · a7 preto peão · b7 branco rainha · c7 preto peão · d7 preto rainha · e7 preto cavalo · f7 preto peão · g7 preto peão · d6 preto peão · h6 preto peão · d5 branco peão · g5 branco cavalo · e4 branco torre · a2 branco peão · b2 branco peão · f2 branco peão · g2 branco peão · h2 branco peão · a1 branco torre · g1 branco rei | 1 |
|   | a | b | c | d | e | f | g | h |   |

Essa linha foi ressuscitada em 1898 pelo enxadrista dinamarquês Jørgen Møller, no Ataque Moller, onde as brancas sacrificam um peão pelo desenvolvimento e iniciativa: 8.0-0 Bxc3! 9.d5 Bf6 (9...Ce5 também é interessante; uma possível continuação seria 10.bxc3 Cxc4 11.Dd4 f5 12.Dxc4 d6) 10.Te1 Ce7 11.Txe4 d6 12.Bg5 Bxg5 13.Cxg5 h6!? (é considerado que 13...0-0 14. Cxh7! levaria a um empate num jogo perfeito, apesar das pretas terem mais oportunidades para errar) 14.Bb5+ (após 14.De2 hxg5 15.Te1 Be6! 16.dxe6 f6 17.Te3 c6 18.Th3 Txh3 19.gxh3 g6 é duvidoso se as brancas teriam sido compensadas pelo sacrifício de seu peão, de acordo com o MI Larry Kaufman; 14.Dh5 0-0 15.Tae1 Cg6! também favorece as pretas) 14...Bd7 15.De2 Bxb5 16.Dxb5+ Dd7 17.Dxb7 (17. De2 Rf8 ganha um segundo peão) 17...0-0 e as pretas, pelo menos, estão equilibradas com as brancas.
Contudo, se as brancas não quiserem fazer um gambito, elas podem jogar 7.Bd2 ao invés de 7.Cc3, continuando com 7...Bxd2+ (Kaufman recomenda 7...Cxe4!? 8.Bxb4 Cxb4 9.Bxf7+ Rxf7 10.Db3+ d5!? (10...Rf8 11.Dxb4+ De7+ 12.Dxe7+ Rxe7 é mais seguro, levando a um final de jogo equilibrado) 11.Ce5+ Re6! 12.Dxb4 c5!?) 8.Cbxd2 d5 9.exd5 Cxd5 10.Db3 Cce7 (10...Ca5 é melhor, convidando a uma repetição de movimentos 11.Da4+ Cc6 (ameaçando 12...Cb6) 12.Db3 Ca5) 11.0-0 0-0 12.Tfe1 c6. Nesta posição as brancas tem maior liberdade, porém seu peão da rainha está isolado, o que pode vir a ser uma fraqueza.
|   | a | b | c | d | e | f | g | h |   |
| 8 | a8 preto torre · c8 preto bispo · d8 preto rainha · e8 preto rei · g8 preto cavalo · h8 preto torre · a7 preto peão · b7 preto peão · c7 preto peão · d7 preto peão · f7 preto peão · g7 preto peão · h7 preto peão · c6 preto cavalo · c5 preto bispo · e5 preto peão · c4 branco bispo · e4 branco peão · d3 branco peão · f3 branco cavalo · a2 branco peão · b2 branco peão · c2 branco peão · f2 branco peão · g2 branco peão · h2 branco peão · a1 branco torre · b1 branco cavalo · c1 branco bispo · d1 branco rainha · e1 branco rei · h1 branco torre | a8 preto torre · c8 preto bispo · d8 preto rainha · e8 preto rei · g8 preto cavalo · h8 preto torre · a7 preto peão · b7 preto peão · c7 preto peão · d7 preto peão · f7 preto peão · g7 preto peão · h7 preto peão · c6 preto cavalo · c5 preto bispo · e5 preto peão · c4 branco bispo · e4 branco peão · d3 branco peão · f3 branco cavalo · a2 branco peão · b2 branco peão · c2 branco peão · f2 branco peão · g2 branco peão · h2 branco peão · a1 branco torre · b1 branco cavalo · c1 branco bispo · d1 branco rainha · e1 branco rei · h1 branco torre | a8 preto torre · c8 preto bispo · d8 preto rainha · e8 preto rei · g8 preto cavalo · h8 preto torre · a7 preto peão · b7 preto peão · c7 preto peão · d7 preto peão · f7 preto peão · g7 preto peão · h7 preto peão · c6 preto cavalo · c5 preto bispo · e5 preto peão · c4 branco bispo · e4 branco peão · d3 branco peão · f3 branco cavalo · a2 branco peão · b2 branco peão · c2 branco peão · f2 branco peão · g2 branco peão · h2 branco peão · a1 branco torre · b1 branco cavalo · c1 branco bispo · d1 branco rainha · e1 branco rei · h1 branco torre | a8 preto torre · c8 preto bispo · d8 preto rainha · e8 preto rei · g8 preto cavalo · h8 preto torre · a7 preto peão · b7 preto peão · c7 preto peão · d7 preto peão · f7 preto peão · g7 preto peão · h7 preto peão · c6 preto cavalo · c5 preto bispo · e5 preto peão · c4 branco bispo · e4 branco peão · d3 branco peão · f3 branco cavalo · a2 branco peão · b2 branco peão · c2 branco peão · f2 branco peão · g2 branco peão · h2 branco peão · a1 branco torre · b1 branco cavalo · c1 branco bispo · d1 branco rainha · e1 branco rei · h1 branco torre | a8 preto torre · c8 preto bispo · d8 preto rainha · e8 preto rei · g8 preto cavalo · h8 preto torre · a7 preto peão · b7 preto peão · c7 preto peão · d7 preto peão · f7 preto peão · g7 preto peão · h7 preto peão · c6 preto cavalo · c5 preto bispo · e5 preto peão · c4 branco bispo · e4 branco peão · d3 branco peão · f3 branco cavalo · a2 branco peão · b2 branco peão · c2 branco peão · f2 branco peão · g2 branco peão · h2 branco peão · a1 branco torre · b1 branco cavalo · c1 branco bispo · d1 branco rainha · e1 branco rei · h1 branco torre | a8 preto torre · c8 preto bispo · d8 preto rainha · e8 preto rei · g8 preto cavalo · h8 preto torre · a7 preto peão · b7 preto peão · c7 preto peão · d7 preto peão · f7 preto peão · g7 preto peão · h7 preto peão · c6 preto cavalo · c5 preto bispo · e5 preto peão · c4 branco bispo · e4 branco peão · d3 branco peão · f3 branco cavalo · a2 branco peão · b2 branco peão · c2 branco peão · f2 branco peão · g2 branco peão · h2 branco peão · a1 branco torre · b1 branco cavalo · c1 branco bispo · d1 branco rainha · e1 branco rei · h1 branco torre | a8 preto torre · c8 preto bispo · d8 preto rainha · e8 preto rei · g8 preto cavalo · h8 preto torre · a7 preto peão · b7 preto peão · c7 preto peão · d7 preto peão · f7 preto peão · g7 preto peão · h7 preto peão · c6 preto cavalo · c5 preto bispo · e5 preto peão · c4 branco bispo · e4 branco peão · d3 branco peão · f3 branco cavalo · a2 branco peão · b2 branco peão · c2 branco peão · f2 branco peão · g2 branco peão · h2 branco peão · a1 branco torre · b1 branco cavalo · c1 branco bispo · d1 branco rainha · e1 branco rei · h1 branco torre | a8 preto torre · c8 preto bispo · d8 preto rainha · e8 preto rei · g8 preto cavalo · h8 preto torre · a7 preto peão · b7 preto peão · c7 preto peão · d7 preto peão · f7 preto peão · g7 preto peão · h7 preto peão · c6 preto cavalo · c5 preto bispo · e5 preto peão · c4 branco bispo · e4 branco peão · d3 branco peão · f3 branco cavalo · a2 branco peão · b2 branco peão · c2 branco peão · f2 branco peão · g2 branco peão · h2 branco peão · a1 branco torre · b1 branco cavalo · c1 branco bispo · d1 branco rainha · e1 branco rei · h1 branco torre | 8 |
| 7 | a8 preto torre · c8 preto bispo · d8 preto rainha · e8 preto rei · g8 preto cavalo · h8 preto torre · a7 preto peão · b7 preto peão · c7 preto peão · d7 preto peão · f7 preto peão · g7 preto peão · h7 preto peão · c6 preto cavalo · c5 preto bispo · e5 preto peão · c4 branco bispo · e4 branco peão · d3 branco peão · f3 branco cavalo · a2 branco peão · b2 branco peão · c2 branco peão · f2 branco peão · g2 branco peão · h2 branco peão · a1 branco torre · b1 branco cavalo · c1 branco bispo · d1 branco rainha · e1 branco rei · h1 branco torre | a8 preto torre · c8 preto bispo · d8 preto rainha · e8 preto rei · g8 preto cavalo · h8 preto torre · a7 preto peão · b7 preto peão · c7 preto peão · d7 preto peão · f7 preto peão · g7 preto peão · h7 preto peão · c6 preto cavalo · c5 preto bispo · e5 preto peão · c4 branco bispo · e4 branco peão · d3 branco peão · f3 branco cavalo · a2 branco peão · b2 branco peão · c2 branco peão · f2 branco peão · g2 branco peão · h2 branco peão · a1 branco torre · b1 branco cavalo · c1 branco bispo · d1 branco rainha · e1 branco rei · h1 branco torre | a8 preto torre · c8 preto bispo · d8 preto rainha · e8 preto rei · g8 preto cavalo · h8 preto torre · a7 preto peão · b7 preto peão · c7 preto peão · d7 preto peão · f7 preto peão · g7 preto peão · h7 preto peão · c6 preto cavalo · c5 preto bispo · e5 preto peão · c4 branco bispo · e4 branco peão · d3 branco peão · f3 branco cavalo · a2 branco peão · b2 branco peão · c2 branco peão · f2 branco peão · g2 branco peão · h2 branco peão · a1 branco torre · b1 branco cavalo · c1 branco bispo · d1 branco rainha · e1 branco rei · h1 branco torre | a8 preto torre · c8 preto bispo · d8 preto rainha · e8 preto rei · g8 preto cavalo · h8 preto torre · a7 preto peão · b7 preto peão · c7 preto peão · d7 preto peão · f7 preto peão · g7 preto peão · h7 preto peão · c6 preto cavalo · c5 preto bispo · e5 preto peão · c4 branco bispo · e4 branco peão · d3 branco peão · f3 branco cavalo · a2 branco peão · b2 branco peão · c2 branco peão · f2 branco peão · g2 branco peão · h2 branco peão · a1 branco torre · b1 branco cavalo · c1 branco bispo · d1 branco rainha · e1 branco rei · h1 branco torre | a8 preto torre · c8 preto bispo · d8 preto rainha · e8 preto rei · g8 preto cavalo · h8 preto torre · a7 preto peão · b7 preto peão · c7 preto peão · d7 preto peão · f7 preto peão · g7 preto peão · h7 preto peão · c6 preto cavalo · c5 preto bispo · e5 preto peão · c4 branco bispo · e4 branco peão · d3 branco peão · f3 branco cavalo · a2 branco peão · b2 branco peão · c2 branco peão · f2 branco peão · g2 branco peão · h2 branco peão · a1 branco torre · b1 branco cavalo · c1 branco bispo · d1 branco rainha · e1 branco rei · h1 branco torre | a8 preto torre · c8 preto bispo · d8 preto rainha · e8 preto rei · g8 preto cavalo · h8 preto torre · a7 preto peão · b7 preto peão · c7 preto peão · d7 preto peão · f7 preto peão · g7 preto peão · h7 preto peão · c6 preto cavalo · c5 preto bispo · e5 preto peão · c4 branco bispo · e4 branco peão · d3 branco peão · f3 branco cavalo · a2 branco peão · b2 branco peão · c2 branco peão · f2 branco peão · g2 branco peão · h2 branco peão · a1 branco torre · b1 branco cavalo · c1 branco bispo · d1 branco rainha · e1 branco rei · h1 branco torre | a8 preto torre · c8 preto bispo · d8 preto rainha · e8 preto rei · g8 preto cavalo · h8 preto torre · a7 preto peão · b7 preto peão · c7 preto peão · d7 preto peão · f7 preto peão · g7 preto peão · h7 preto peão · c6 preto cavalo · c5 preto bispo · e5 preto peão · c4 branco bispo · e4 branco peão · d3 branco peão · f3 branco cavalo · a2 branco peão · b2 branco peão · c2 branco peão · f2 branco peão · g2 branco peão · h2 branco peão · a1 branco torre · b1 branco cavalo · c1 branco bispo · d1 branco rainha · e1 branco rei · h1 branco torre | a8 preto torre · c8 preto bispo · d8 preto rainha · e8 preto rei · g8 preto cavalo · h8 preto torre · a7 preto peão · b7 preto peão · c7 preto peão · d7 preto peão · f7 preto peão · g7 preto peão · h7 preto peão · c6 preto cavalo · c5 preto bispo · e5 preto peão · c4 branco bispo · e4 branco peão · d3 branco peão · f3 branco cavalo · a2 branco peão · b2 branco peão · c2 branco peão · f2 branco peão · g2 branco peão · h2 branco peão · a1 branco torre · b1 branco cavalo · c1 branco bispo · d1 branco rainha · e1 branco rei · h1 branco torre | 7 |
| 6 | a8 preto torre · c8 preto bispo · d8 preto rainha · e8 preto rei · g8 preto cavalo · h8 preto torre · a7 preto peão · b7 preto peão · c7 preto peão · d7 preto peão · f7 preto peão · g7 preto peão · h7 preto peão · c6 preto cavalo · c5 preto bispo · e5 preto peão · c4 branco bispo · e4 branco peão · d3 branco peão · f3 branco cavalo · a2 branco peão · b2 branco peão · c2 branco peão · f2 branco peão · g2 branco peão · h2 branco peão · a1 branco torre · b1 branco cavalo · c1 branco bispo · d1 branco rainha · e1 branco rei · h1 branco torre | a8 preto torre · c8 preto bispo · d8 preto rainha · e8 preto rei · g8 preto cavalo · h8 preto torre · a7 preto peão · b7 preto peão · c7 preto peão · d7 preto peão · f7 preto peão · g7 preto peão · h7 preto peão · c6 preto cavalo · c5 preto bispo · e5 preto peão · c4 branco bispo · e4 branco peão · d3 branco peão · f3 branco cavalo · a2 branco peão · b2 branco peão · c2 branco peão · f2 branco peão · g2 branco peão · h2 branco peão · a1 branco torre · b1 branco cavalo · c1 branco bispo · d1 branco rainha · e1 branco rei · h1 branco torre | a8 preto torre · c8 preto bispo · d8 preto rainha · e8 preto rei · g8 preto cavalo · h8 preto torre · a7 preto peão · b7 preto peão · c7 preto peão · d7 preto peão · f7 preto peão · g7 preto peão · h7 preto peão · c6 preto cavalo · c5 preto bispo · e5 preto peão · c4 branco bispo · e4 branco peão · d3 branco peão · f3 branco cavalo · a2 branco peão · b2 branco peão · c2 branco peão · f2 branco peão · g2 branco peão · h2 branco peão · a1 branco torre · b1 branco cavalo · c1 branco bispo · d1 branco rainha · e1 branco rei · h1 branco torre | a8 preto torre · c8 preto bispo · d8 preto rainha · e8 preto rei · g8 preto cavalo · h8 preto torre · a7 preto peão · b7 preto peão · c7 preto peão · d7 preto peão · f7 preto peão · g7 preto peão · h7 preto peão · c6 preto cavalo · c5 preto bispo · e5 preto peão · c4 branco bispo · e4 branco peão · d3 branco peão · f3 branco cavalo · a2 branco peão · b2 branco peão · c2 branco peão · f2 branco peão · g2 branco peão · h2 branco peão · a1 branco torre · b1 branco cavalo · c1 branco bispo · d1 branco rainha · e1 branco rei · h1 branco torre | a8 preto torre · c8 preto bispo · d8 preto rainha · e8 preto rei · g8 preto cavalo · h8 preto torre · a7 preto peão · b7 preto peão · c7 preto peão · d7 preto peão · f7 preto peão · g7 preto peão · h7 preto peão · c6 preto cavalo · c5 preto bispo · e5 preto peão · c4 branco bispo · e4 branco peão · d3 branco peão · f3 branco cavalo · a2 branco peão · b2 branco peão · c2 branco peão · f2 branco peão · g2 branco peão · h2 branco peão · a1 branco torre · b1 branco cavalo · c1 branco bispo · d1 branco rainha · e1 branco rei · h1 branco torre | a8 preto torre · c8 preto bispo · d8 preto rainha · e8 preto rei · g8 preto cavalo · h8 preto torre · a7 preto peão · b7 preto peão · c7 preto peão · d7 preto peão · f7 preto peão · g7 preto peão · h7 preto peão · c6 preto cavalo · c5 preto bispo · e5 preto peão · c4 branco bispo · e4 branco peão · d3 branco peão · f3 branco cavalo · a2 branco peão · b2 branco peão · c2 branco peão · f2 branco peão · g2 branco peão · h2 branco peão · a1 branco torre · b1 branco cavalo · c1 branco bispo · d1 branco rainha · e1 branco rei · h1 branco torre | a8 preto torre · c8 preto bispo · d8 preto rainha · e8 preto rei · g8 preto cavalo · h8 preto torre · a7 preto peão · b7 preto peão · c7 preto peão · d7 preto peão · f7 preto peão · g7 preto peão · h7 preto peão · c6 preto cavalo · c5 preto bispo · e5 preto peão · c4 branco bispo · e4 branco peão · d3 branco peão · f3 branco cavalo · a2 branco peão · b2 branco peão · c2 branco peão · f2 branco peão · g2 branco peão · h2 branco peão · a1 branco torre · b1 branco cavalo · c1 branco bispo · d1 branco rainha · e1 branco rei · h1 branco torre | a8 preto torre · c8 preto bispo · d8 preto rainha · e8 preto rei · g8 preto cavalo · h8 preto torre · a7 preto peão · b7 preto peão · c7 preto peão · d7 preto peão · f7 preto peão · g7 preto peão · h7 preto peão · c6 preto cavalo · c5 preto bispo · e5 preto peão · c4 branco bispo · e4 branco peão · d3 branco peão · f3 branco cavalo · a2 branco peão · b2 branco peão · c2 branco peão · f2 branco peão · g2 branco peão · h2 branco peão · a1 branco torre · b1 branco cavalo · c1 branco bispo · d1 branco rainha · e1 branco rei · h1 branco torre | 6 |
| 5 | a8 preto torre · c8 preto bispo · d8 preto rainha · e8 preto rei · g8 preto cavalo · h8 preto torre · a7 preto peão · b7 preto peão · c7 preto peão · d7 preto peão · f7 preto peão · g7 preto peão · h7 preto peão · c6 preto cavalo · c5 preto bispo · e5 preto peão · c4 branco bispo · e4 branco peão · d3 branco peão · f3 branco cavalo · a2 branco peão · b2 branco peão · c2 branco peão · f2 branco peão · g2 branco peão · h2 branco peão · a1 branco torre · b1 branco cavalo · c1 branco bispo · d1 branco rainha · e1 branco rei · h1 branco torre | a8 preto torre · c8 preto bispo · d8 preto rainha · e8 preto rei · g8 preto cavalo · h8 preto torre · a7 preto peão · b7 preto peão · c7 preto peão · d7 preto peão · f7 preto peão · g7 preto peão · h7 preto peão · c6 preto cavalo · c5 preto bispo · e5 preto peão · c4 branco bispo · e4 branco peão · d3 branco peão · f3 branco cavalo · a2 branco peão · b2 branco peão · c2 branco peão · f2 branco peão · g2 branco peão · h2 branco peão · a1 branco torre · b1 branco cavalo · c1 branco bispo · d1 branco rainha · e1 branco rei · h1 branco torre | a8 preto torre · c8 preto bispo · d8 preto rainha · e8 preto rei · g8 preto cavalo · h8 preto torre · a7 preto peão · b7 preto peão · c7 preto peão · d7 preto peão · f7 preto peão · g7 preto peão · h7 preto peão · c6 preto cavalo · c5 preto bispo · e5 preto peão · c4 branco bispo · e4 branco peão · d3 branco peão · f3 branco cavalo · a2 branco peão · b2 branco peão · c2 branco peão · f2 branco peão · g2 branco peão · h2 branco peão · a1 branco torre · b1 branco cavalo · c1 branco bispo · d1 branco rainha · e1 branco rei · h1 branco torre | a8 preto torre · c8 preto bispo · d8 preto rainha · e8 preto rei · g8 preto cavalo · h8 preto torre · a7 preto peão · b7 preto peão · c7 preto peão · d7 preto peão · f7 preto peão · g7 preto peão · h7 preto peão · c6 preto cavalo · c5 preto bispo · e5 preto peão · c4 branco bispo · e4 branco peão · d3 branco peão · f3 branco cavalo · a2 branco peão · b2 branco peão · c2 branco peão · f2 branco peão · g2 branco peão · h2 branco peão · a1 branco torre · b1 branco cavalo · c1 branco bispo · d1 branco rainha · e1 branco rei · h1 branco torre | a8 preto torre · c8 preto bispo · d8 preto rainha · e8 preto rei · g8 preto cavalo · h8 preto torre · a7 preto peão · b7 preto peão · c7 preto peão · d7 preto peão · f7 preto peão · g7 preto peão · h7 preto peão · c6 preto cavalo · c5 preto bispo · e5 preto peão · c4 branco bispo · e4 branco peão · d3 branco peão · f3 branco cavalo · a2 branco peão · b2 branco peão · c2 branco peão · f2 branco peão · g2 branco peão · h2 branco peão · a1 branco torre · b1 branco cavalo · c1 branco bispo · d1 branco rainha · e1 branco rei · h1 branco torre | a8 preto torre · c8 preto bispo · d8 preto rainha · e8 preto rei · g8 preto cavalo · h8 preto torre · a7 preto peão · b7 preto peão · c7 preto peão · d7 preto peão · f7 preto peão · g7 preto peão · h7 preto peão · c6 preto cavalo · c5 preto bispo · e5 preto peão · c4 branco bispo · e4 branco peão · d3 branco peão · f3 branco cavalo · a2 branco peão · b2 branco peão · c2 branco peão · f2 branco peão · g2 branco peão · h2 branco peão · a1 branco torre · b1 branco cavalo · c1 branco bispo · d1 branco rainha · e1 branco rei · h1 branco torre | a8 preto torre · c8 preto bispo · d8 preto rainha · e8 preto rei · g8 preto cavalo · h8 preto torre · a7 preto peão · b7 preto peão · c7 preto peão · d7 preto peão · f7 preto peão · g7 preto peão · h7 preto peão · c6 preto cavalo · c5 preto bispo · e5 preto peão · c4 branco bispo · e4 branco peão · d3 branco peão · f3 branco cavalo · a2 branco peão · b2 branco peão · c2 branco peão · f2 branco peão · g2 branco peão · h2 branco peão · a1 branco torre · b1 branco cavalo · c1 branco bispo · d1 branco rainha · e1 branco rei · h1 branco torre | a8 preto torre · c8 preto bispo · d8 preto rainha · e8 preto rei · g8 preto cavalo · h8 preto torre · a7 preto peão · b7 preto peão · c7 preto peão · d7 preto peão · f7 preto peão · g7 preto peão · h7 preto peão · c6 preto cavalo · c5 preto bispo · e5 preto peão · c4 branco bispo · e4 branco peão · d3 branco peão · f3 branco cavalo · a2 branco peão · b2 branco peão · c2 branco peão · f2 branco peão · g2 branco peão · h2 branco peão · a1 branco torre · b1 branco cavalo · c1 branco bispo · d1 branco rainha · e1 branco rei · h1 branco torre | 5 |
| 4 | a8 preto torre · c8 preto bispo · d8 preto rainha · e8 preto rei · g8 preto cavalo · h8 preto torre · a7 preto peão · b7 preto peão · c7 preto peão · d7 preto peão · f7 preto peão · g7 preto peão · h7 preto peão · c6 preto cavalo · c5 preto bispo · e5 preto peão · c4 branco bispo · e4 branco peão · d3 branco peão · f3 branco cavalo · a2 branco peão · b2 branco peão · c2 branco peão · f2 branco peão · g2 branco peão · h2 branco peão · a1 branco torre · b1 branco cavalo · c1 branco bispo · d1 branco rainha · e1 branco rei · h1 branco torre | a8 preto torre · c8 preto bispo · d8 preto rainha · e8 preto rei · g8 preto cavalo · h8 preto torre · a7 preto peão · b7 preto peão · c7 preto peão · d7 preto peão · f7 preto peão · g7 preto peão · h7 preto peão · c6 preto cavalo · c5 preto bispo · e5 preto peão · c4 branco bispo · e4 branco peão · d3 branco peão · f3 branco cavalo · a2 branco peão · b2 branco peão · c2 branco peão · f2 branco peão · g2 branco peão · h2 branco peão · a1 branco torre · b1 branco cavalo · c1 branco bispo · d1 branco rainha · e1 branco rei · h1 branco torre | a8 preto torre · c8 preto bispo · d8 preto rainha · e8 preto rei · g8 preto cavalo · h8 preto torre · a7 preto peão · b7 preto peão · c7 preto peão · d7 preto peão · f7 preto peão · g7 preto peão · h7 preto peão · c6 preto cavalo · c5 preto bispo · e5 preto peão · c4 branco bispo · e4 branco peão · d3 branco peão · f3 branco cavalo · a2 branco peão · b2 branco peão · c2 branco peão · f2 branco peão · g2 branco peão · h2 branco peão · a1 branco torre · b1 branco cavalo · c1 branco bispo · d1 branco rainha · e1 branco rei · h1 branco torre | a8 preto torre · c8 preto bispo · d8 preto rainha · e8 preto rei · g8 preto cavalo · h8 preto torre · a7 preto peão · b7 preto peão · c7 preto peão · d7 preto peão · f7 preto peão · g7 preto peão · h7 preto peão · c6 preto cavalo · c5 preto bispo · e5 preto peão · c4 branco bispo · e4 branco peão · d3 branco peão · f3 branco cavalo · a2 branco peão · b2 branco peão · c2 branco peão · f2 branco peão · g2 branco peão · h2 branco peão · a1 branco torre · b1 branco cavalo · c1 branco bispo · d1 branco rainha · e1 branco rei · h1 branco torre | a8 preto torre · c8 preto bispo · d8 preto rainha · e8 preto rei · g8 preto cavalo · h8 preto torre · a7 preto peão · b7 preto peão · c7 preto peão · d7 preto peão · f7 preto peão · g7 preto peão · h7 preto peão · c6 preto cavalo · c5 preto bispo · e5 preto peão · c4 branco bispo · e4 branco peão · d3 branco peão · f3 branco cavalo · a2 branco peão · b2 branco peão · c2 branco peão · f2 branco peão · g2 branco peão · h2 branco peão · a1 branco torre · b1 branco cavalo · c1 branco bispo · d1 branco rainha · e1 branco rei · h1 branco torre | a8 preto torre · c8 preto bispo · d8 preto rainha · e8 preto rei · g8 preto cavalo · h8 preto torre · a7 preto peão · b7 preto peão · c7 preto peão · d7 preto peão · f7 preto peão · g7 preto peão · h7 preto peão · c6 preto cavalo · c5 preto bispo · e5 preto peão · c4 branco bispo · e4 branco peão · d3 branco peão · f3 branco cavalo · a2 branco peão · b2 branco peão · c2 branco peão · f2 branco peão · g2 branco peão · h2 branco peão · a1 branco torre · b1 branco cavalo · c1 branco bispo · d1 branco rainha · e1 branco rei · h1 branco torre | a8 preto torre · c8 preto bispo · d8 preto rainha · e8 preto rei · g8 preto cavalo · h8 preto torre · a7 preto peão · b7 preto peão · c7 preto peão · d7 preto peão · f7 preto peão · g7 preto peão · h7 preto peão · c6 preto cavalo · c5 preto bispo · e5 preto peão · c4 branco bispo · e4 branco peão · d3 branco peão · f3 branco cavalo · a2 branco peão · b2 branco peão · c2 branco peão · f2 branco peão · g2 branco peão · h2 branco peão · a1 branco torre · b1 branco cavalo · c1 branco bispo · d1 branco rainha · e1 branco rei · h1 branco torre | a8 preto torre · c8 preto bispo · d8 preto rainha · e8 preto rei · g8 preto cavalo · h8 preto torre · a7 preto peão · b7 preto peão · c7 preto peão · d7 preto peão · f7 preto peão · g7 preto peão · h7 preto peão · c6 preto cavalo · c5 preto bispo · e5 preto peão · c4 branco bispo · e4 branco peão · d3 branco peão · f3 branco cavalo · a2 branco peão · b2 branco peão · c2 branco peão · f2 branco peão · g2 branco peão · h2 branco peão · a1 branco torre · b1 branco cavalo · c1 branco bispo · d1 branco rainha · e1 branco rei · h1 branco torre | 4 |
| 3 | a8 preto torre · c8 preto bispo · d8 preto rainha · e8 preto rei · g8 preto cavalo · h8 preto torre · a7 preto peão · b7 preto peão · c7 preto peão · d7 preto peão · f7 preto peão · g7 preto peão · h7 preto peão · c6 preto cavalo · c5 preto bispo · e5 preto peão · c4 branco bispo · e4 branco peão · d3 branco peão · f3 branco cavalo · a2 branco peão · b2 branco peão · c2 branco peão · f2 branco peão · g2 branco peão · h2 branco peão · a1 branco torre · b1 branco cavalo · c1 branco bispo · d1 branco rainha · e1 branco rei · h1 branco torre | a8 preto torre · c8 preto bispo · d8 preto rainha · e8 preto rei · g8 preto cavalo · h8 preto torre · a7 preto peão · b7 preto peão · c7 preto peão · d7 preto peão · f7 preto peão · g7 preto peão · h7 preto peão · c6 preto cavalo · c5 preto bispo · e5 preto peão · c4 branco bispo · e4 branco peão · d3 branco peão · f3 branco cavalo · a2 branco peão · b2 branco peão · c2 branco peão · f2 branco peão · g2 branco peão · h2 branco peão · a1 branco torre · b1 branco cavalo · c1 branco bispo · d1 branco rainha · e1 branco rei · h1 branco torre | a8 preto torre · c8 preto bispo · d8 preto rainha · e8 preto rei · g8 preto cavalo · h8 preto torre · a7 preto peão · b7 preto peão · c7 preto peão · d7 preto peão · f7 preto peão · g7 preto peão · h7 preto peão · c6 preto cavalo · c5 preto bispo · e5 preto peão · c4 branco bispo · e4 branco peão · d3 branco peão · f3 branco cavalo · a2 branco peão · b2 branco peão · c2 branco peão · f2 branco peão · g2 branco peão · h2 branco peão · a1 branco torre · b1 branco cavalo · c1 branco bispo · d1 branco rainha · e1 branco rei · h1 branco torre | a8 preto torre · c8 preto bispo · d8 preto rainha · e8 preto rei · g8 preto cavalo · h8 preto torre · a7 preto peão · b7 preto peão · c7 preto peão · d7 preto peão · f7 preto peão · g7 preto peão · h7 preto peão · c6 preto cavalo · c5 preto bispo · e5 preto peão · c4 branco bispo · e4 branco peão · d3 branco peão · f3 branco cavalo · a2 branco peão · b2 branco peão · c2 branco peão · f2 branco peão · g2 branco peão · h2 branco peão · a1 branco torre · b1 branco cavalo · c1 branco bispo · d1 branco rainha · e1 branco rei · h1 branco torre | a8 preto torre · c8 preto bispo · d8 preto rainha · e8 preto rei · g8 preto cavalo · h8 preto torre · a7 preto peão · b7 preto peão · c7 preto peão · d7 preto peão · f7 preto peão · g7 preto peão · h7 preto peão · c6 preto cavalo · c5 preto bispo · e5 preto peão · c4 branco bispo · e4 branco peão · d3 branco peão · f3 branco cavalo · a2 branco peão · b2 branco peão · c2 branco peão · f2 branco peão · g2 branco peão · h2 branco peão · a1 branco torre · b1 branco cavalo · c1 branco bispo · d1 branco rainha · e1 branco rei · h1 branco torre | a8 preto torre · c8 preto bispo · d8 preto rainha · e8 preto rei · g8 preto cavalo · h8 preto torre · a7 preto peão · b7 preto peão · c7 preto peão · d7 preto peão · f7 preto peão · g7 preto peão · h7 preto peão · c6 preto cavalo · c5 preto bispo · e5 preto peão · c4 branco bispo · e4 branco peão · d3 branco peão · f3 branco cavalo · a2 branco peão · b2 branco peão · c2 branco peão · f2 branco peão · g2 branco peão · h2 branco peão · a1 branco torre · b1 branco cavalo · c1 branco bispo · d1 branco rainha · e1 branco rei · h1 branco torre | a8 preto torre · c8 preto bispo · d8 preto rainha · e8 preto rei · g8 preto cavalo · h8 preto torre · a7 preto peão · b7 preto peão · c7 preto peão · d7 preto peão · f7 preto peão · g7 preto peão · h7 preto peão · c6 preto cavalo · c5 preto bispo · e5 preto peão · c4 branco bispo · e4 branco peão · d3 branco peão · f3 branco cavalo · a2 branco peão · b2 branco peão · c2 branco peão · f2 branco peão · g2 branco peão · h2 branco peão · a1 branco torre · b1 branco cavalo · c1 branco bispo · d1 branco rainha · e1 branco rei · h1 branco torre | a8 preto torre · c8 preto bispo · d8 preto rainha · e8 preto rei · g8 preto cavalo · h8 preto torre · a7 preto peão · b7 preto peão · c7 preto peão · d7 preto peão · f7 preto peão · g7 preto peão · h7 preto peão · c6 preto cavalo · c5 preto bispo · e5 preto peão · c4 branco bispo · e4 branco peão · d3 branco peão · f3 branco cavalo · a2 branco peão · b2 branco peão · c2 branco peão · f2 branco peão · g2 branco peão · h2 branco peão · a1 branco torre · b1 branco cavalo · c1 branco bispo · d1 branco rainha · e1 branco rei · h1 branco torre | 3 |
| 2 | a8 preto torre · c8 preto bispo · d8 preto rainha · e8 preto rei · g8 preto cavalo · h8 preto torre · a7 preto peão · b7 preto peão · c7 preto peão · d7 preto peão · f7 preto peão · g7 preto peão · h7 preto peão · c6 preto cavalo · c5 preto bispo · e5 preto peão · c4 branco bispo · e4 branco peão · d3 branco peão · f3 branco cavalo · a2 branco peão · b2 branco peão · c2 branco peão · f2 branco peão · g2 branco peão · h2 branco peão · a1 branco torre · b1 branco cavalo · c1 branco bispo · d1 branco rainha · e1 branco rei · h1 branco torre | a8 preto torre · c8 preto bispo · d8 preto rainha · e8 preto rei · g8 preto cavalo · h8 preto torre · a7 preto peão · b7 preto peão · c7 preto peão · d7 preto peão · f7 preto peão · g7 preto peão · h7 preto peão · c6 preto cavalo · c5 preto bispo · e5 preto peão · c4 branco bispo · e4 branco peão · d3 branco peão · f3 branco cavalo · a2 branco peão · b2 branco peão · c2 branco peão · f2 branco peão · g2 branco peão · h2 branco peão · a1 branco torre · b1 branco cavalo · c1 branco bispo · d1 branco rainha · e1 branco rei · h1 branco torre | a8 preto torre · c8 preto bispo · d8 preto rainha · e8 preto rei · g8 preto cavalo · h8 preto torre · a7 preto peão · b7 preto peão · c7 preto peão · d7 preto peão · f7 preto peão · g7 preto peão · h7 preto peão · c6 preto cavalo · c5 preto bispo · e5 preto peão · c4 branco bispo · e4 branco peão · d3 branco peão · f3 branco cavalo · a2 branco peão · b2 branco peão · c2 branco peão · f2 branco peão · g2 branco peão · h2 branco peão · a1 branco torre · b1 branco cavalo · c1 branco bispo · d1 branco rainha · e1 branco rei · h1 branco torre | a8 preto torre · c8 preto bispo · d8 preto rainha · e8 preto rei · g8 preto cavalo · h8 preto torre · a7 preto peão · b7 preto peão · c7 preto peão · d7 preto peão · f7 preto peão · g7 preto peão · h7 preto peão · c6 preto cavalo · c5 preto bispo · e5 preto peão · c4 branco bispo · e4 branco peão · d3 branco peão · f3 branco cavalo · a2 branco peão · b2 branco peão · c2 branco peão · f2 branco peão · g2 branco peão · h2 branco peão · a1 branco torre · b1 branco cavalo · c1 branco bispo · d1 branco rainha · e1 branco rei · h1 branco torre | a8 preto torre · c8 preto bispo · d8 preto rainha · e8 preto rei · g8 preto cavalo · h8 preto torre · a7 preto peão · b7 preto peão · c7 preto peão · d7 preto peão · f7 preto peão · g7 preto peão · h7 preto peão · c6 preto cavalo · c5 preto bispo · e5 preto peão · c4 branco bispo · e4 branco peão · d3 branco peão · f3 branco cavalo · a2 branco peão · b2 branco peão · c2 branco peão · f2 branco peão · g2 branco peão · h2 branco peão · a1 branco torre · b1 branco cavalo · c1 branco bispo · d1 branco rainha · e1 branco rei · h1 branco torre | a8 preto torre · c8 preto bispo · d8 preto rainha · e8 preto rei · g8 preto cavalo · h8 preto torre · a7 preto peão · b7 preto peão · c7 preto peão · d7 preto peão · f7 preto peão · g7 preto peão · h7 preto peão · c6 preto cavalo · c5 preto bispo · e5 preto peão · c4 branco bispo · e4 branco peão · d3 branco peão · f3 branco cavalo · a2 branco peão · b2 branco peão · c2 branco peão · f2 branco peão · g2 branco peão · h2 branco peão · a1 branco torre · b1 branco cavalo · c1 branco bispo · d1 branco rainha · e1 branco rei · h1 branco torre | a8 preto torre · c8 preto bispo · d8 preto rainha · e8 preto rei · g8 preto cavalo · h8 preto torre · a7 preto peão · b7 preto peão · c7 preto peão · d7 preto peão · f7 preto peão · g7 preto peão · h7 preto peão · c6 preto cavalo · c5 preto bispo · e5 preto peão · c4 branco bispo · e4 branco peão · d3 branco peão · f3 branco cavalo · a2 branco peão · b2 branco peão · c2 branco peão · f2 branco peão · g2 branco peão · h2 branco peão · a1 branco torre · b1 branco cavalo · c1 branco bispo · d1 branco rainha · e1 branco rei · h1 branco torre | a8 preto torre · c8 preto bispo · d8 preto rainha · e8 preto rei · g8 preto cavalo · h8 preto torre · a7 preto peão · b7 preto peão · c7 preto peão · d7 preto peão · f7 preto peão · g7 preto peão · h7 preto peão · c6 preto cavalo · c5 preto bispo · e5 preto peão · c4 branco bispo · e4 branco peão · d3 branco peão · f3 branco cavalo · a2 branco peão · b2 branco peão · c2 branco peão · f2 branco peão · g2 branco peão · h2 branco peão · a1 branco torre · b1 branco cavalo · c1 branco bispo · d1 branco rainha · e1 branco rei · h1 branco torre | 2 |
| 1 | a8 preto torre · c8 preto bispo · d8 preto rainha · e8 preto rei · g8 preto cavalo · h8 preto torre · a7 preto peão · b7 preto peão · c7 preto peão · d7 preto peão · f7 preto peão · g7 preto peão · h7 preto peão · c6 preto cavalo · c5 preto bispo · e5 preto peão · c4 branco bispo · e4 branco peão · d3 branco peão · f3 branco cavalo · a2 branco peão · b2 branco peão · c2 branco peão · f2 branco peão · g2 branco peão · h2 branco peão · a1 branco torre · b1 branco cavalo · c1 branco bispo · d1 branco rainha · e1 branco rei · h1 branco torre | a8 preto torre · c8 preto bispo · d8 preto rainha · e8 preto rei · g8 preto cavalo · h8 preto torre · a7 preto peão · b7 preto peão · c7 preto peão · d7 preto peão · f7 preto peão · g7 preto peão · h7 preto peão · c6 preto cavalo · c5 preto bispo · e5 preto peão · c4 branco bispo · e4 branco peão · d3 branco peão · f3 branco cavalo · a2 branco peão · b2 branco peão · c2 branco peão · f2 branco peão · g2 branco peão · h2 branco peão · a1 branco torre · b1 branco cavalo · c1 branco bispo · d1 branco rainha · e1 branco rei · h1 branco torre | a8 preto torre · c8 preto bispo · d8 preto rainha · e8 preto rei · g8 preto cavalo · h8 preto torre · a7 preto peão · b7 preto peão · c7 preto peão · d7 preto peão · f7 preto peão · g7 preto peão · h7 preto peão · c6 preto cavalo · c5 preto bispo · e5 preto peão · c4 branco bispo · e4 branco peão · d3 branco peão · f3 branco cavalo · a2 branco peão · b2 branco peão · c2 branco peão · f2 branco peão · g2 branco peão · h2 branco peão · a1 branco torre · b1 branco cavalo · c1 branco bispo · d1 branco rainha · e1 branco rei · h1 branco torre | a8 preto torre · c8 preto bispo · d8 preto rainha · e8 preto rei · g8 preto cavalo · h8 preto torre · a7 preto peão · b7 preto peão · c7 preto peão · d7 preto peão · f7 preto peão · g7 preto peão · h7 preto peão · c6 preto cavalo · c5 preto bispo · e5 preto peão · c4 branco bispo · e4 branco peão · d3 branco peão · f3 branco cavalo · a2 branco peão · b2 branco peão · c2 branco peão · f2 branco peão · g2 branco peão · h2 branco peão · a1 branco torre · b1 branco cavalo · c1 branco bispo · d1 branco rainha · e1 branco rei · h1 branco torre | a8 preto torre · c8 preto bispo · d8 preto rainha · e8 preto rei · g8 preto cavalo · h8 preto torre · a7 preto peão · b7 preto peão · c7 preto peão · d7 preto peão · f7 preto peão · g7 preto peão · h7 preto peão · c6 preto cavalo · c5 preto bispo · e5 preto peão · c4 branco bispo · e4 branco peão · d3 branco peão · f3 branco cavalo · a2 branco peão · b2 branco peão · c2 branco peão · f2 branco peão · g2 branco peão · h2 branco peão · a1 branco torre · b1 branco cavalo · c1 branco bispo · d1 branco rainha · e1 branco rei · h1 branco torre | a8 preto torre · c8 preto bispo · d8 preto rainha · e8 preto rei · g8 preto cavalo · h8 preto torre · a7 preto peão · b7 preto peão · c7 preto peão · d7 preto peão · f7 preto peão · g7 preto peão · h7 preto peão · c6 preto cavalo · c5 preto bispo · e5 preto peão · c4 branco bispo · e4 branco peão · d3 branco peão · f3 branco cavalo · a2 branco peão · b2 branco peão · c2 branco peão · f2 branco peão · g2 branco peão · h2 branco peão · a1 branco torre · b1 branco cavalo · c1 branco bispo · d1 branco rainha · e1 branco rei · h1 branco torre | a8 preto torre · c8 preto bispo · d8 preto rainha · e8 preto rei · g8 preto cavalo · h8 preto torre · a7 preto peão · b7 preto peão · c7 preto peão · d7 preto peão · f7 preto peão · g7 preto peão · h7 preto peão · c6 preto cavalo · c5 preto bispo · e5 preto peão · c4 branco bispo · e4 branco peão · d3 branco peão · f3 branco cavalo · a2 branco peão · b2 branco peão · c2 branco peão · f2 branco peão · g2 branco peão · h2 branco peão · a1 branco torre · b1 branco cavalo · c1 branco bispo · d1 branco rainha · e1 branco rei · h1 branco torre | a8 preto torre · c8 preto bispo · d8 preto rainha · e8 preto rei · g8 preto cavalo · h8 preto torre · a7 preto peão · b7 preto peão · c7 preto peão · d7 preto peão · f7 preto peão · g7 preto peão · h7 preto peão · c6 preto cavalo · c5 preto bispo · e5 preto peão · c4 branco bispo · e4 branco peão · d3 branco peão · f3 branco cavalo · a2 branco peão · b2 branco peão · c2 branco peão · f2 branco peão · g2 branco peão · h2 branco peão · a1 branco torre · b1 branco cavalo · c1 branco bispo · d1 branco rainha · e1 branco rei · h1 branco torre | 1 |
|   | a | b | c | d | e | f | g | h |   |

### Giuoco Pianissimo (4. d3)
Com 4.d3, as brancas jogam o Giuoco Pianissimo (jogo calmíssimo, em italiano). As brancas visam um avanço lento evitando o avanço a d4 até que este esteja preparado. Ao evitar um confronto imediato no centro, as brancas impedem a liberação de tensão prematura através de trocas e entra num jogo posicional, com mais manobras. Se as brancas jogarem c2-c3, a posição pode tomar algumas características da Ruy Lopez, se seu bispo retornar à c2 atráves de Bc4-b3-c2. Apesar de sua fama de levar a empates, esta variação tornou-se mais popular, após ser usada por John Nunn na década de 1980.

### Gambito Italiano (4. d4)
Esta variação usualmente é jogada como uma alternativa às linhas mais fechadas e calmas do Giuoco Piano. As pretas podem capturar com o peão (uma transposição para o Gambito Escocês), com o cavalo (jogada considerada fraca, pois permite que as brancas joguem 5.Cxe5, atacando f7 com o bispo e o cavalo, além de dar maior controle do centro às brancas), ou com o bispo (considerada a melhor jogada).

### Gambito Evans (4. b4)
Abertura muito usada pelos enxadristas românticos, no Gambito Evans as brancas sacrificam um peão em troca de iniciativa e acelerar seu desenvolvimento.